# Оппортьюнити
«Оппортью́нити» (англ. Opportunity, МФА: [ˌɑː.pɚˈtuː.nə.ti] — «благоприятная возможность»), или MER-B (сокр. от Mars Exploration Rover — B') — второй марсоход космического агентства НАСА из двух, запущенных США в рамках проекта Mars Exploration Rover.
Был выведен с помощью ракеты-носителя Дельта-2 7 июля 2003 года. Он достиг поверхности Марса 25 января 2004 года, тремя неделями позже первого марсохода «Спирит», успешно доставленного в другой район Марса, смещённый по долготе примерно на 180 градусов. «Оппортьюнити» совершил посадку в кратере Игл, на плато Меридиана.
Название марсоходу, в рамках традиционного конкурса НАСА, было дано 9-летней девочкой российского происхождения Софи Коллиз, родившейся в России и удочерённой американской семьёй из Аризоны.
На начало 2018 года «Оппортьюнити» продолжал эффективно функционировать, уже в 55 раз превысив запланированный срок в 90 солов, проехав к январю 2018 года 45 км, всё это время получая энергию только от солнечных батарей. Очистка солнечных панелей от пыли происходит за счёт естественного ветра Марса. В конце апреля 2010 года продолжительность миссии достигла 2246 солов, что сделало её самой длительной среди аппаратов, работавших на поверхности «красной планеты» (предыдущий рекорд принадлежал автоматической марсианской станции «Викинг-1», проработавшей с 1976 по 1982 год).
12 июня 2018 года марсоход перешёл в спящий режим из-за длительной и мощной пылевой бури, препятствующей поступлению света на солнечные батареи, с тех пор на связь не выходил.
13 февраля 2019 года NASA официально объявило о завершении миссии марсохода.

## Ракета-носитель
«Оппортьюнити» был запущен к Марсу ракетой-носителем «Дельта-2 7925-H». Это более мощная ракета-носитель, чем «Дельта-2 7925», с помощью которой был запущен его близнец — марсоход «Спирит».
Запуск «Оппортьюнити» состоялся позже, чем запуск его близнеца — марсохода «Спирит», Марс находился на большем расстоянии, и поэтому для успешной доставки требовалось больше энергии, в связи с этим была выбрана более мощная ракета «Дельта-2 7925-H». Несмотря на это, основные элементы ракеты-носителя «Дельта-2» для миссии Mars Exploration Rovers, были практически идентичны. На старте ракета-носитель весила 285 228 кг, из которых 1063 кг — космический корабль (см. таблицу ниже).
Семейство ракет-носителей «Дельта-2» находится в эксплуатации уже более 10 лет, при их помощи было успешно запущено 90 проектов, в том числе и последние шесть миссий НАСА, отправленных к Марсу: Mars Global Surveyor и Mars Pathfinder в 1996 году, Mars Climate Orbiter в 1998 году, Mars Polar Lander в 1999 году, «Марс Одиссей» в 2001 году и «Феникс» в 2007 году.

## Сравнение «Оппортьюнити» c другими марсоходами
|                              | «Кьюриосити»    | MER             | «Соджорнер»     |
| ---------------------------- | --------------- | --------------- | --------------- |
| Запуск                       | 2011            | 2003            | 1996            |
| Масса (кг)                   | 899             | 174             | 10,6            |
| Размеры (В метрах, Д×Ш×В)    | 3,1 × 2,7 × 2,1 | 1,6 × 2,3 × 1,5 | 0,7 × 0,5 × 0,3 |
| Мощность (кВт⋅ч/сол)         | 2,5—2,7         | 0,3—0,9         | < 0,1           |
| Научные инструменты          | 10              | 5               | 4               |
| Максимальная скорость (см/с) | 4               | 5               | 1               |
| Передача данных (МБ/сутки)   | 19—31           | 6—25            | < 3,5           |
| Производительность (MIPS)    | 400             | 20              | 0,1             |
| Память (МБ)                  | 256             | 128             | 0,5             |
| Расчётный район посадки (км) | 20×7            | 80×12           | 200×100         |

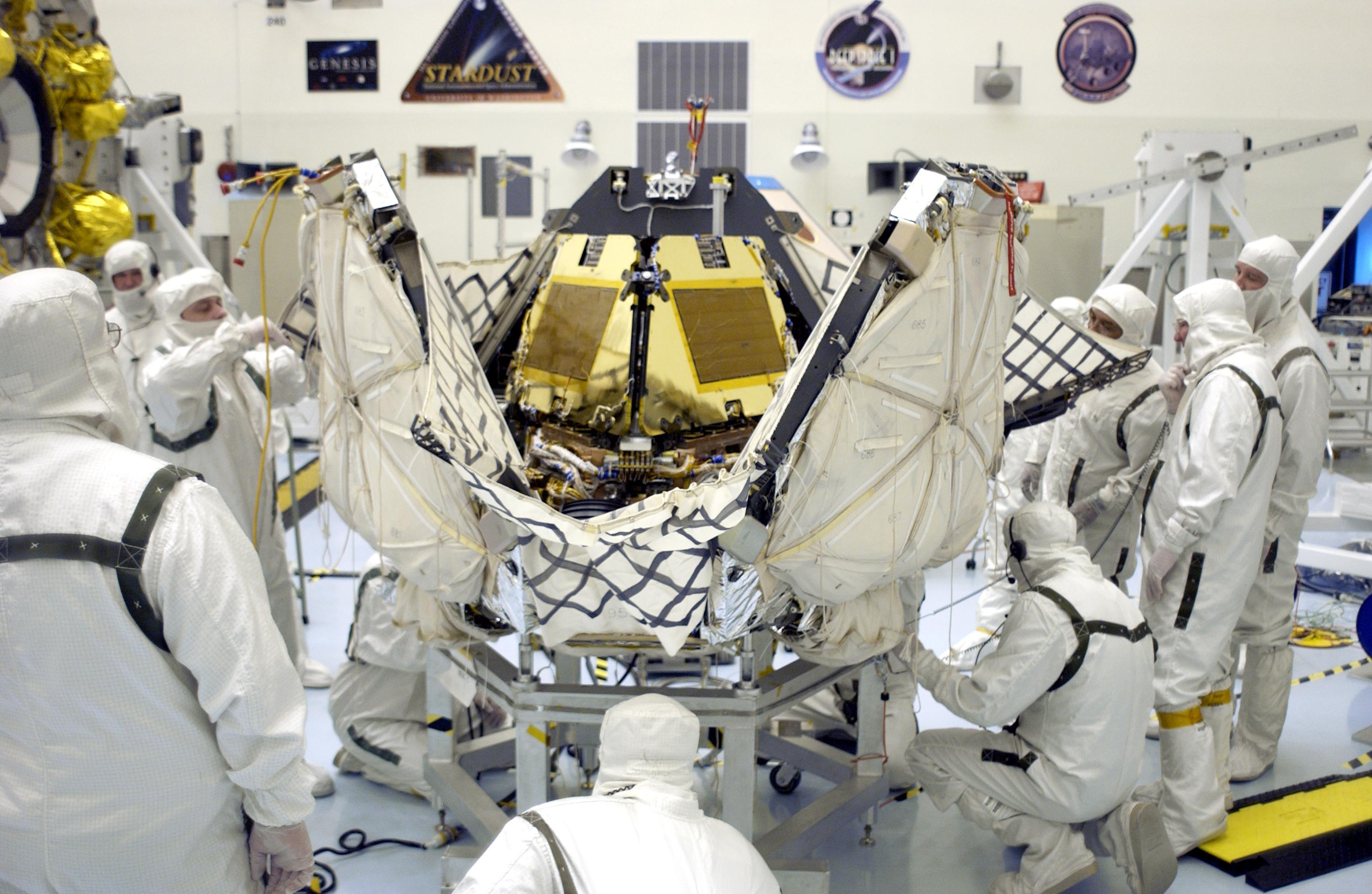
Створки посадочной платформы смыкаются вокруг сложенного марсохода
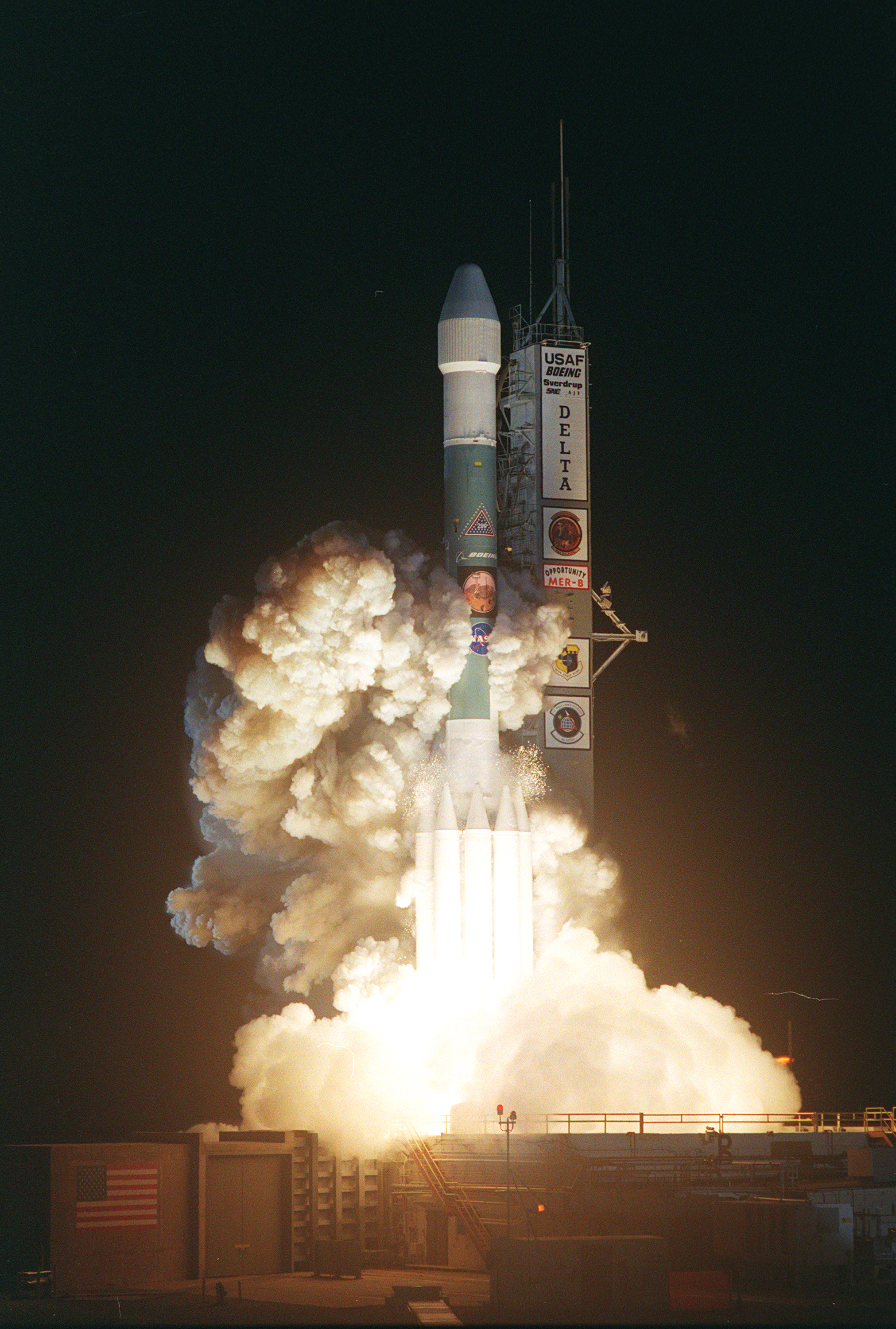
Старт ракеты «Дельта-2» с марсоходом «Оппортьюнити» на борту
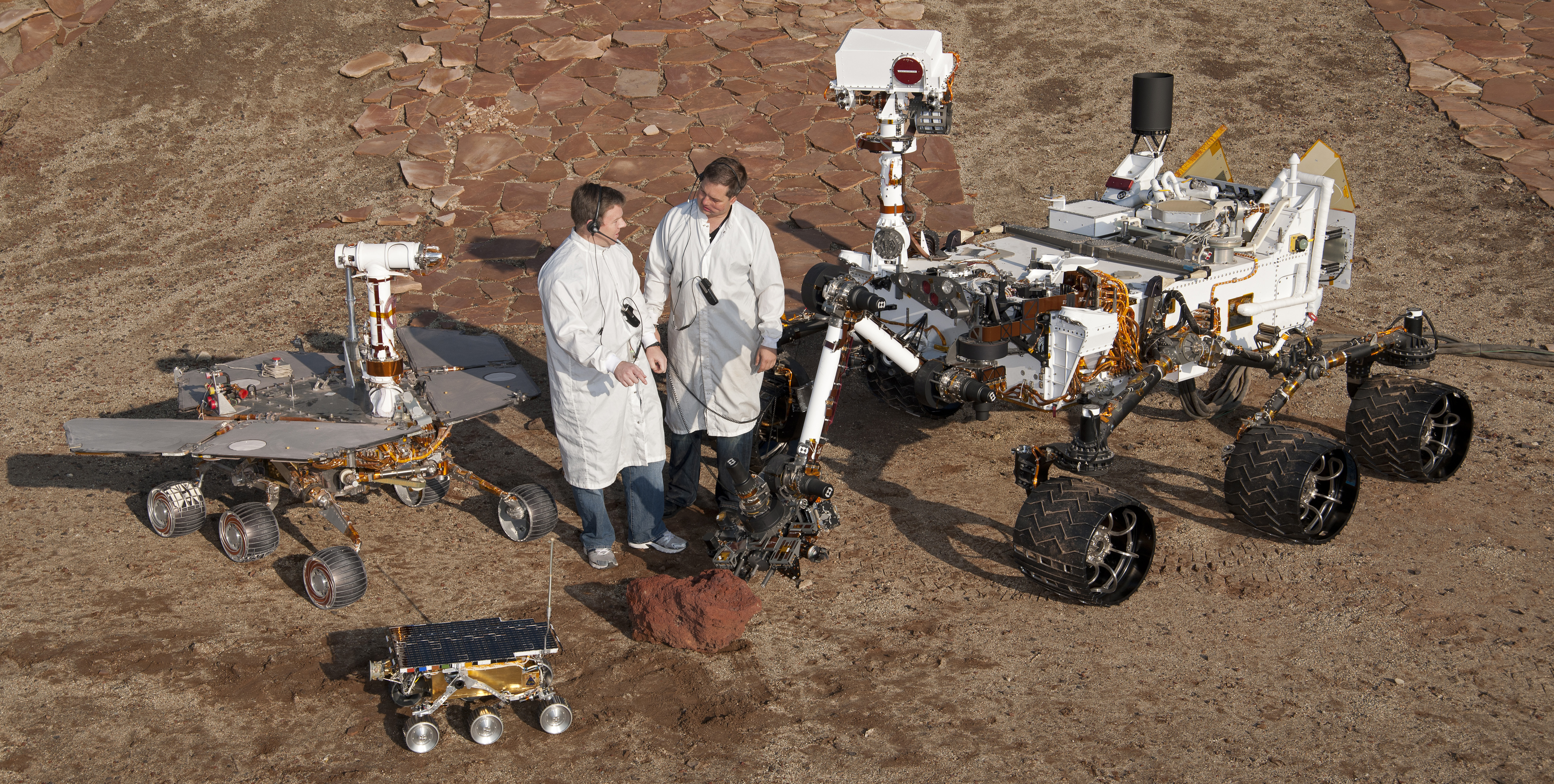
Модели всех успешных марсоходов в сравнении: «Соджорнер» (самый маленький), «Спирит»/«Оппортьюнити» (средний), «Кьюриосити» (самый большой)

## Обзор миссии

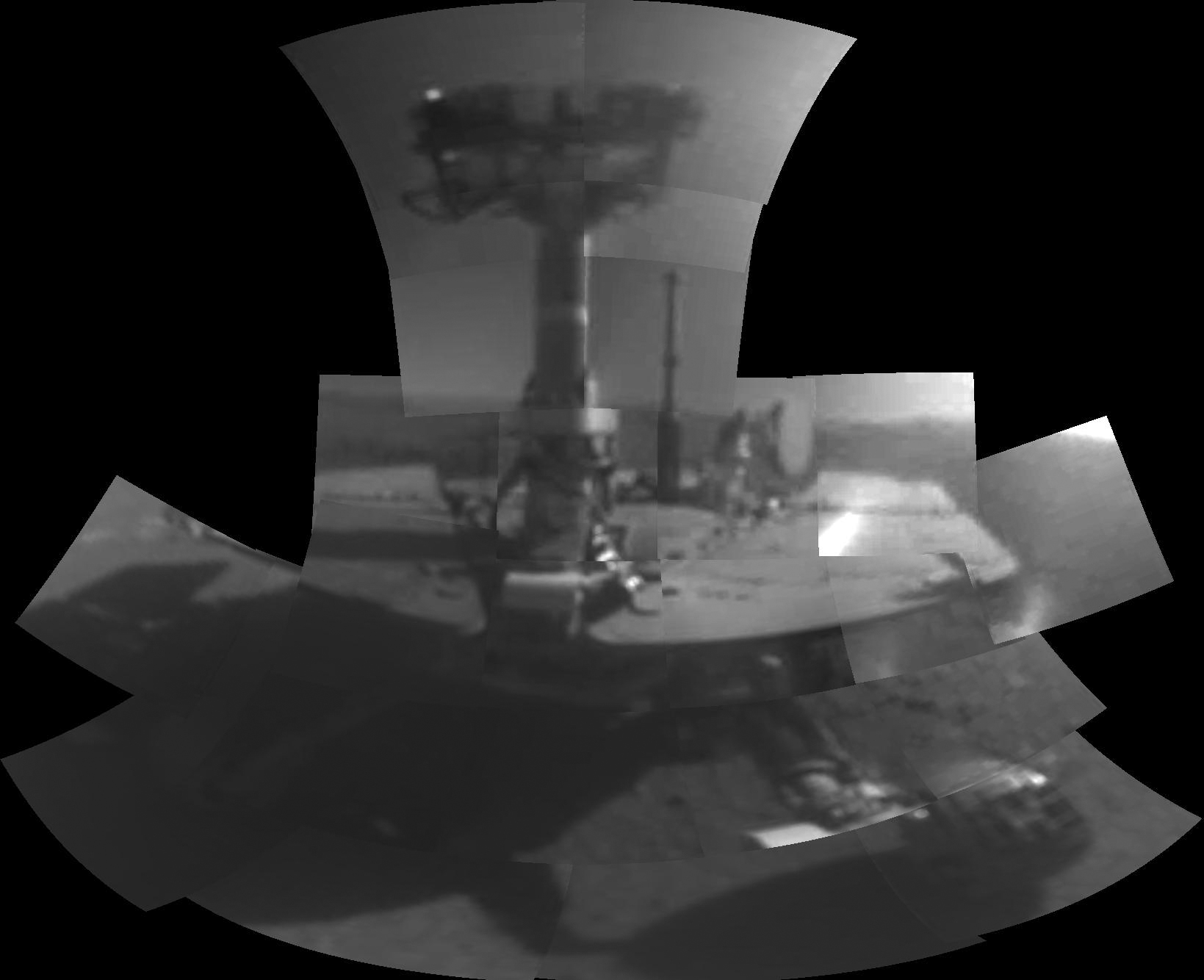
Первый автопортрет «Оппортьюнити» на Марсе (14—20 февраля 2018 года/4998—5004-й сол с момента посадки)
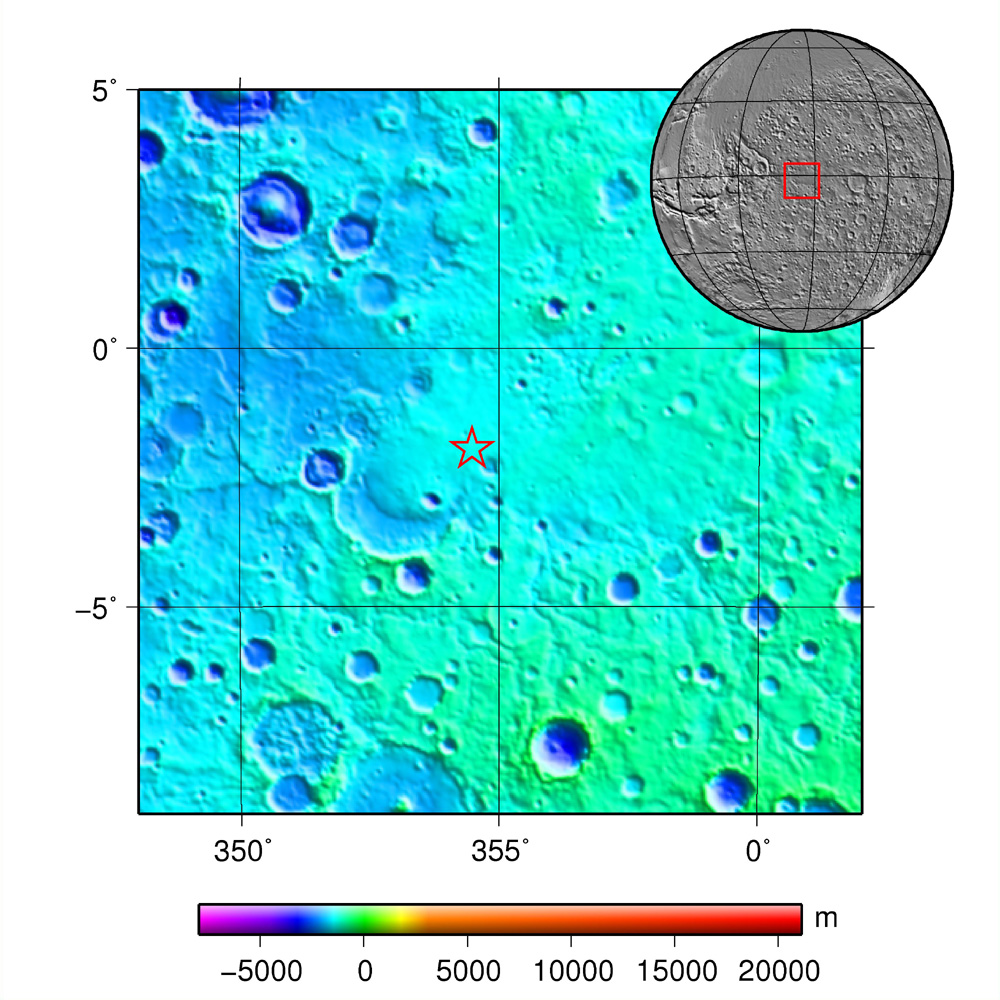
Место посадки «Оппортьюнити» на Марсе (обозначено звездой)
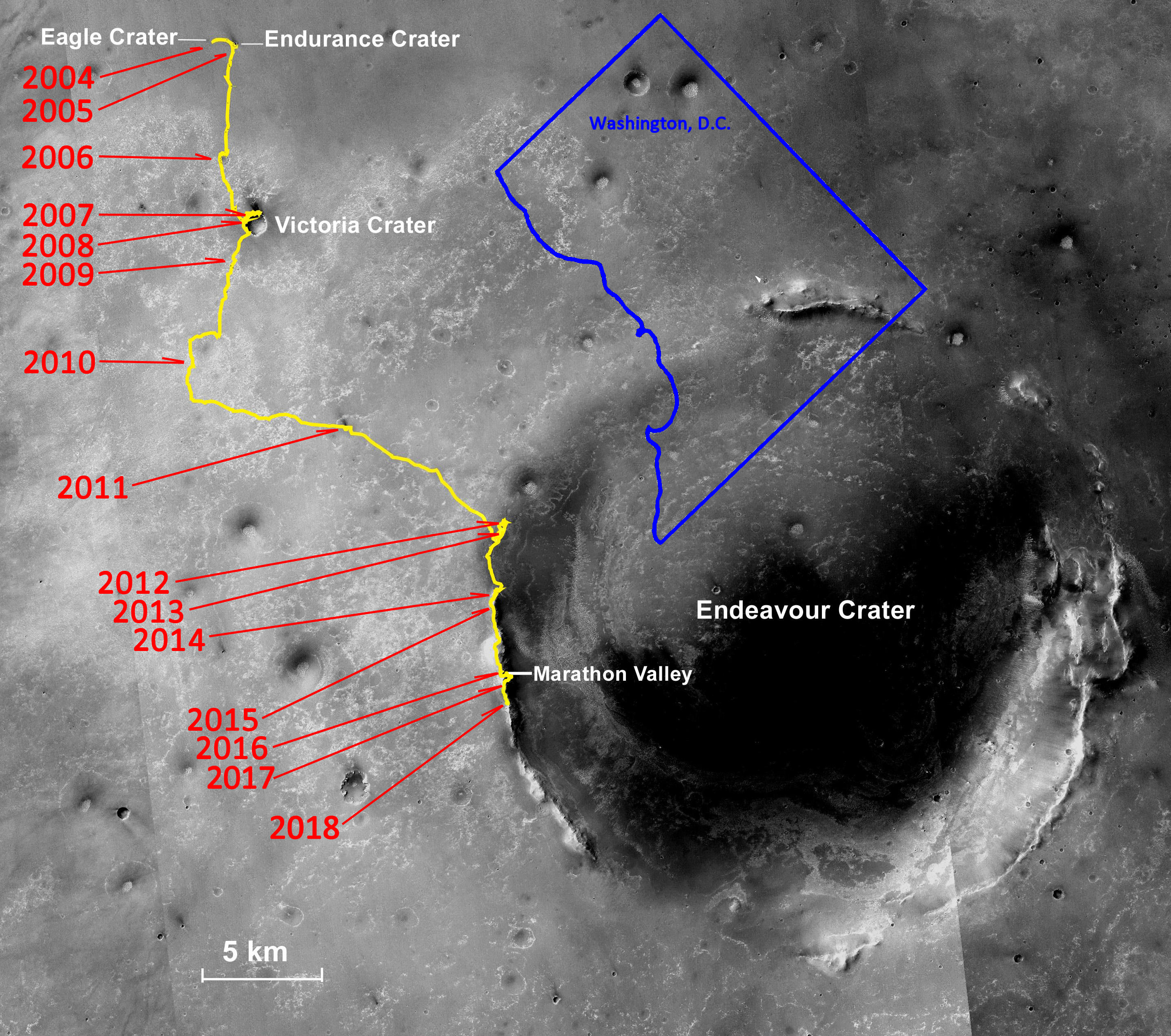
Подробная карта пути, пройденного марсоходом «Оппортьюнити». Американский город Вашингтон для сравнения масштабов

Первоначальная задача «Оппортьюнити» заключалась в исследовании поверхности Марса имеющимися приборами, расчётное время миссии составляло 90 солов (92,5 земных суток). Однако, миссия получила несколько расширений и продолжалась в течение 5498 суток с момента посадки.
В процессе посадки марсоход случайно попал в кратер (Игл) посреди плоской равнины. «Оппортьюнити» успешно изучил грунт и образцы горных пород, передал панорамные снимки кратера Игл. Полученные данные позволили учёным НАСА сделать предположения о наличии гематита, а также о присутствии в прошлом воды на поверхности Марса. После этого «Оппортьюнити» отправился на изучение кратера Эндьюранс, который изучался ровером с июня по декабрь 2004 года. Впоследствии «Оппортьюнити» обнаружил первый метеорит, нынче известный, как 
 «Heat Shield Rock» .
С конца апреля по июнь 2005 года «Оппортьюнити» не передвигался, так как застрял в дюне несколькими колёсами. Чтобы извлечь ровер с минимальным риском, за 6 недель было выполнено моделирование местности. Успешное маневрирование по несколько сантиметров за день в конечном итоге освободило ровер, тем самым позволив ему продолжить своё путешествие по поверхности красной планеты.
Далее «Оппортьюнити» отправился в южном направлении к кратеру Эребус, большому, неглубокому, частично засыпанному песком кратеру. После этого ровер направился на юг, в сторону кратера Виктория. В период с октября 2005 года по март 2006 года аппарат испытывал некоторые механические проблемы со своим манипулятором.
В конце сентября 2006 года «Оппортьюнити» достиг кратера Виктория, исследуя его вдоль края, двигаясь по часовой стрелке. В июне 2007 года он вернулся в «Утиный залив», то есть в исходную точку прибытия. В сентябре 2007 года ровер вошёл в кратер, чтобы начать его детальное изучение. В августе 2008 года «Оппортьюнити» оставил кратер Виктория, направившись в сторону кратера Индевор, достиг которого 9 августа 2011 года. Достигнув своей цели, марсоход отправился к мысу Кейп-Йорк, который находится на западной кромке кратера. Здесь орбитальный аппарат Mars Reconnaissance Orbiter обнаружил наличие филлосиликатов, после чего «Оппортьюнити» начал изучение пород своими инструментами, чтобы подтвердить эти наблюдения с поверхности. Изучение мыса завершилось до наступления лета. В мае 2013 года ровер отправили в южном направлении, в сторону холма Соландер. В августе 2013 года «Оппортьюнити» прибыл к подножию холма, начав «восхождение» на него.
В начале июня 2018 года «Оппортьюнити» всё ещё функционировал на поверхности Марса и занимался дальнейшими научными исследованиями. Однако его накрыла крупная пылевая буря глобального масштаба, и в течение нескольких недель ровер не получал достаточной мощности от солнечных батарей для поддержания связи с Землёй. Последний успешный сеанс связи состоялся 10 июня 2018 года. NASA заявляло, что они не ожидают возобновления связи с ровером до тех пор, пока глобальная пыльная буря не утихнет. Однако, после ослабевания и прекращения пыльной бури, после многочисленных попыток установления контакта, марсоход на связь так и не вышел. 13 февраля 2019 года было объявлено о его утрате и завершении миссии. Предполагается, что в течение нескольких месяцев нахождения в обесточенном состоянии холод повредил внутреннюю электронику марсохода, и что более вероятно — аккумуляторы, которые уже изрядно деградировали в ходе 14-летней эксплуатации.
Общее количество пройденного пути на 10 июня 2018 года (5111 сол) составляет 45 160 метров.

Элементы спускаемого аппарата, запечатлённые камерой HiRISE
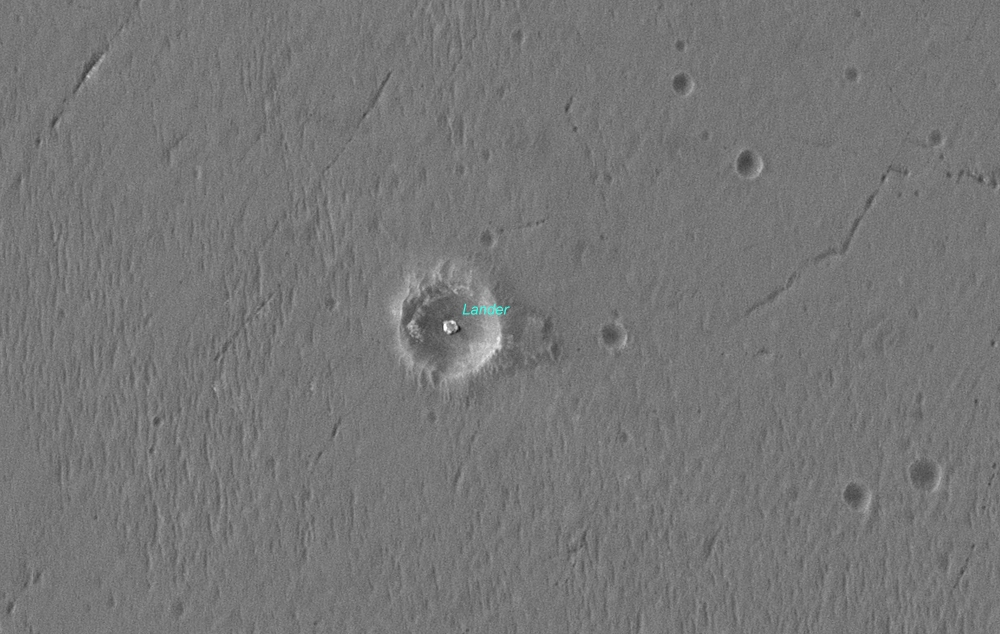
Посадочная платформа «Оппортьюнити», MRO (29 ноября 2006 года)
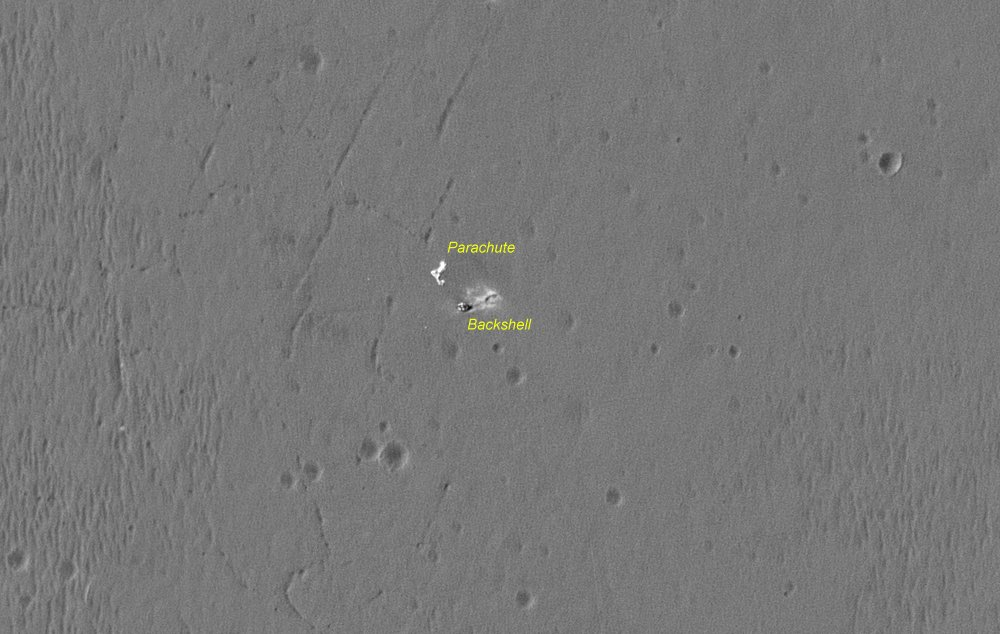
Парашют и капсула спускаемого аппарата, MRO (29 ноября 2006 года)
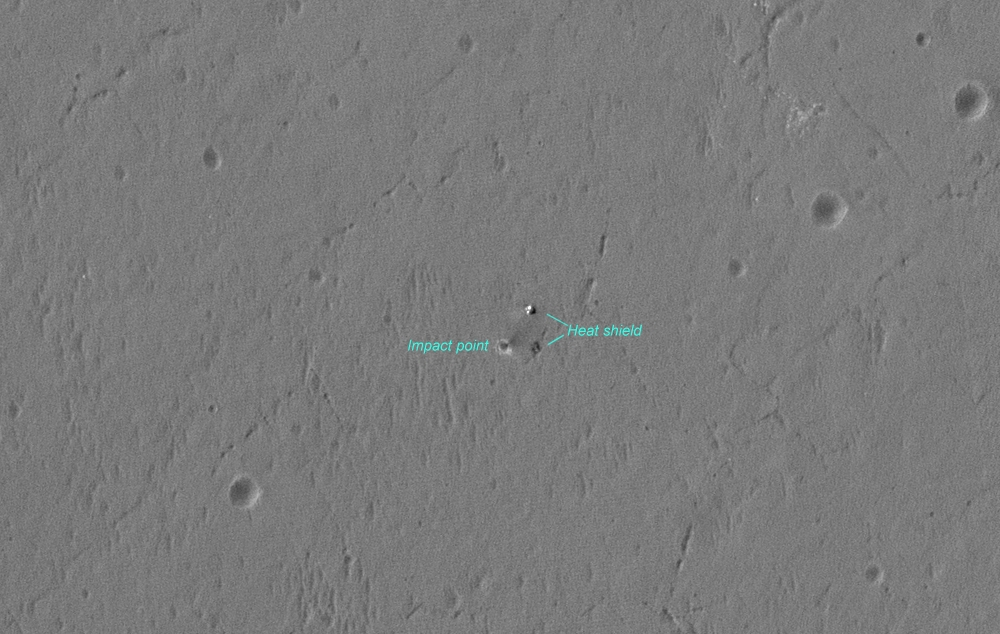
Теплозащитный экран спускаемого аппарата, MRO (29 ноября 2006 года)

## События

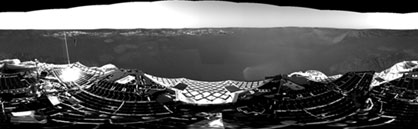
Первая 360-градусная панорама кратера Игл, снятая «Оппортьюнити» на 1-й сол (марсианские сутки) после посадки

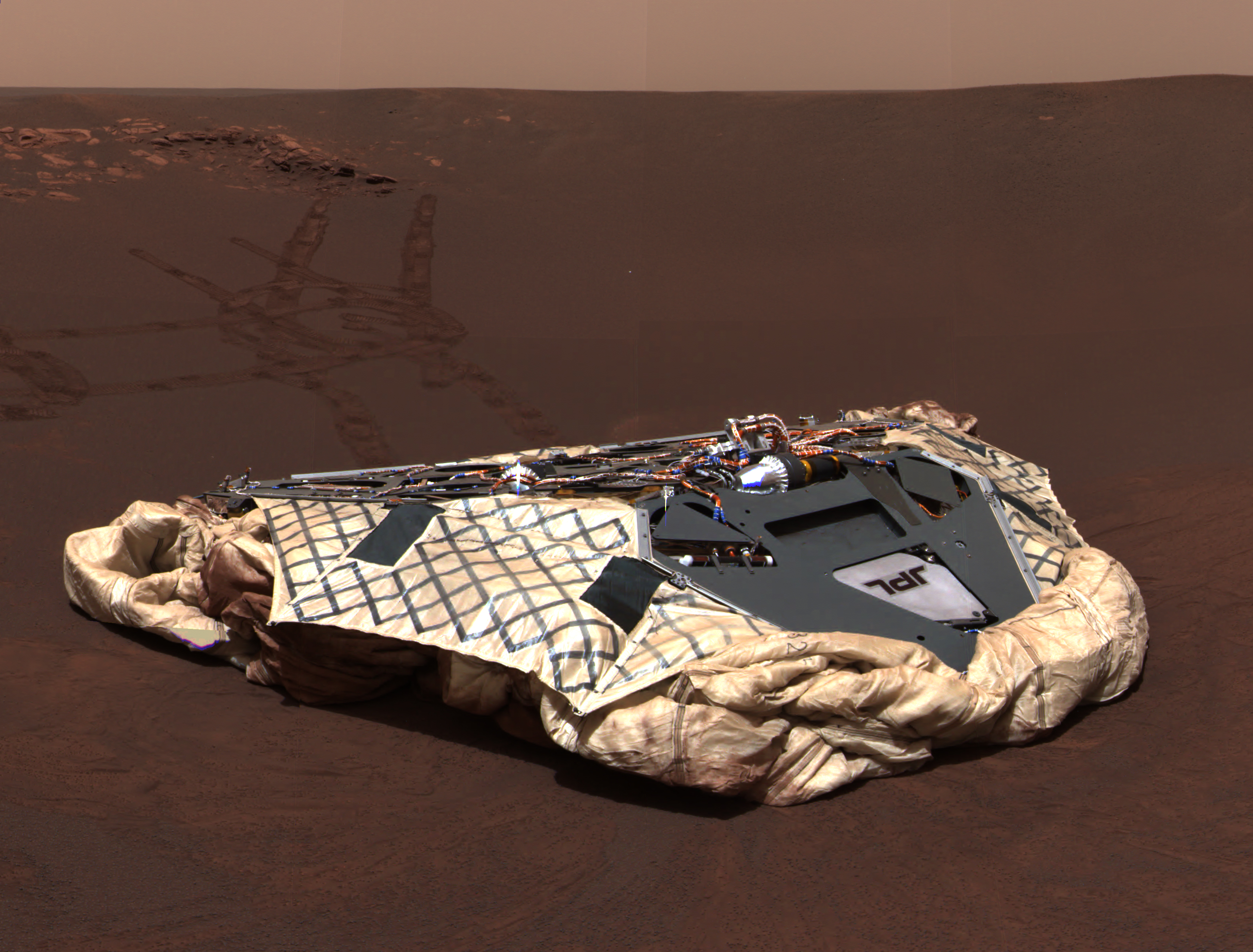
На снимке посадочная платформа марсохода, позже названная «Мемориальной Станцией Челленджера»

### 2004

#### Посадка в кратер Игл
«Оппортьюнити» совершил посадку на Плато Меридиана в точке 1°57′ ю. ш. 354°28′ в. д. / 1,95° ю. ш. 354,47° в. д., приблизительно в 25 км от его намеченной цели. Плато Меридиана — плоская равнина практически без горных и ударных структур, но несмотря на это, «Оппортьюнити» остановился в 22-метровом кратере Игл. Ровер был приблизительно в 10 метрах от его края. Сотрудники НАСА были приятно удивлены посадкой марсохода именно в кратер (его назвали «в лунку с первого удара», по аналогии с гольфом), они не только не стремились попасть в него, но даже не знали о его существовании. Позже его назвали кратером Игл, а посадочную платформу — «Мемориальная Станция Челленджера». Название кратеру дали через две недели после того, как «Оппортьюнити» рассмотрел его окрестности.
Учёные были заинтригованы изобилием обнажений горных пород, разбросанных по кратеру, а также самим его грунтом, который, казалось, был смесью грубых красновато-серых «зёрен». Этот кадр с необычным горным обнажением рядом с «Оппортьюнити» был снят панорамной камерой ровера. Учёные полагают, что слоистые камни на фото — залежи вулканического пепла или отложения, созданные ветром или водой. Горные обнажения назвали «Выступом Оппортьюнити».
Геологи рассказали, что некоторые слои имеют толщину большого пальца на руке, и это указывают на то, что они, вероятно, образовались из отложений, нанесённых водой и ветром, или же являются вулканическим пеплом. Доктор Эндрю Нолл из Гарвардского университета, член научной команды марсохода «Оппортьюнити» и его близнеца, марсохода «Спирит», сказал, что если скалы являются осадочными, то вода — более вероятный источник их образования, чем ветер.

#### «Выступ Оппортьюнити»
На 15-й сол «Оппортьюнити» сделал фото скалы «Каменная гора» в области обнажения кратера, по поводу которой возникло предположение, что камень состоит из очень мелких зёрен или пыли, в отличие от земного песчаника, содержащего уплотнённый песок и довольно крупные зерна. В процессе выветривания и эрозии слоёв этой породы они приобрели вид тёмных пятен.
Фото, полученные 10 февраля (16-й сол), показали, что тонкие слои в скале сходятся и расходятся под малыми углами. Открытие этих слоёв было значимо для учёных, которые планировали эту миссию для проверки «гипотезы о воде».

#### Обнажение «Эль-Капитан»

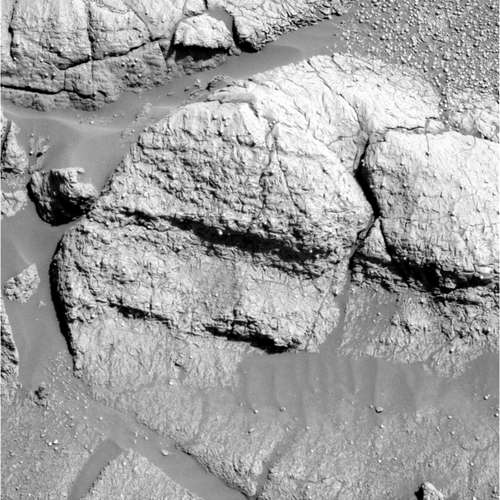
Обнажение горной породы «Эль-Капитан»

19 февраля исследование «Выступа Оппортьюнити» было объявлено успешным. Для дальнейшего исследования было выбрано обнажение горных пород, чьи верхние и нижние слои отличались из-за различия степени воздействия на них ветра. Это обнажение, около 10 см в высоту, было названо «Эль-Капитан» в честь горы в штате Техас. «Оппортьюнити» достиг «Эль-Капитан» на 27-й сол миссии, передав первое изображение этой скалы при помощи панорамной камеры.
На 30-й сол «Оппортьюнити» впервые использовал свой инструмент истирания камней (RAT) для исследования камня около «Эль-Капитан». Изображение ниже показывает камень после бурения и очистки отверстия.
На пресс-конференции 2 марта 2004 года учёные обсудили полученные данные о составе пород, а также свидетельства наличия жидкой воды во время их образования. Они представили следующие объяснение небольших вытянутых пустот в камне, которые видно на поверхности после бурения (см. последние два изображения ниже).
Эти пустые карманы в породе известны геологам как «пустоты» (Vugs). Пустоты образуются, когда кристаллы, сформировавшиеся в горной породе, выветриваются посредством эрозийных процессов. Некоторые из таких пустот на картинке похожи на диски, что соответствует определённым типам кристаллов, в основном, сульфатам.
Кроме того, учёные получили первые данные от мёссбауэровского спектрометра MIMOS II. Так, спектральный анализ железа, содержащегося в скале «Эль-Капитан», выявил наличие минерала ярозита. Этот минерал содержит ионы гидроксидов, что указывает на наличие воды во время формирования породы. Анализ, сделанный при помощи теплового эмиссионного спектрометра (Mini-TES) выявил, что порода содержит значительное количество сульфатов.

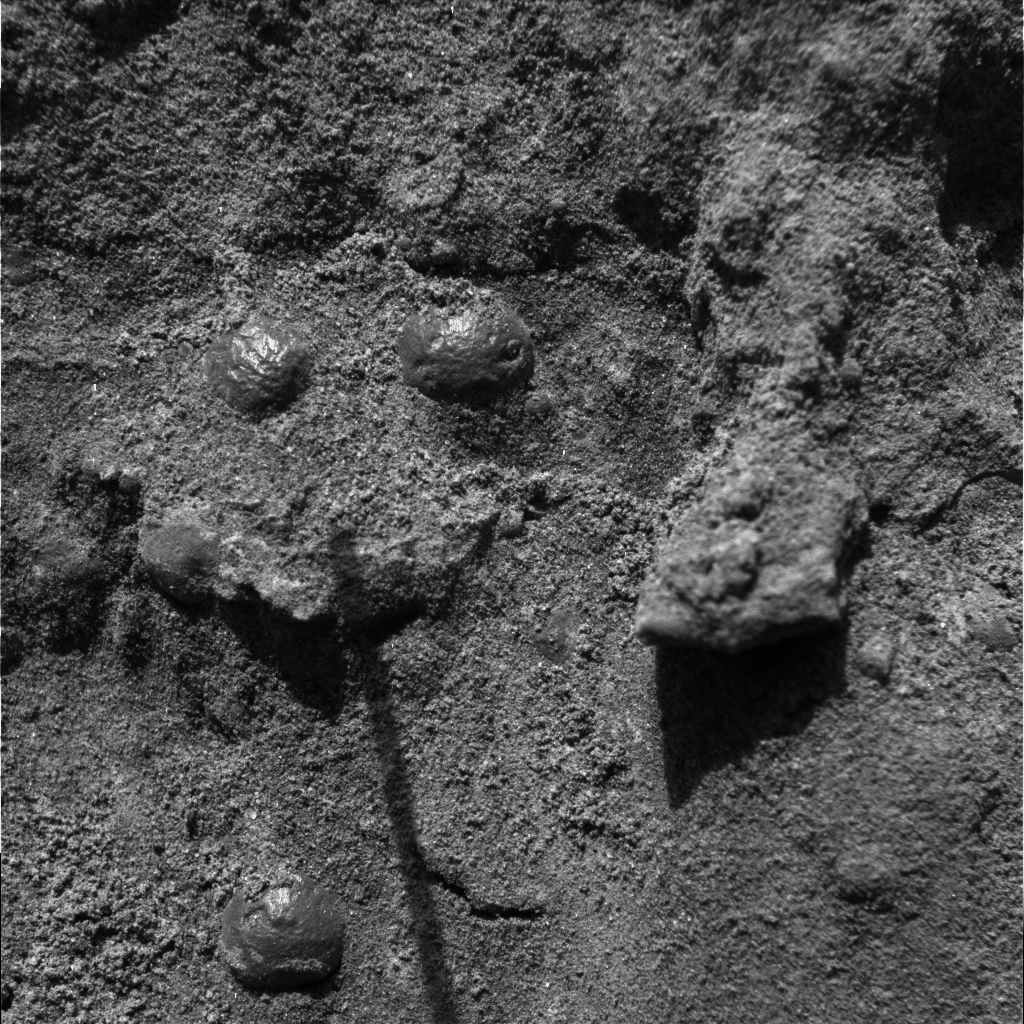
Снимок микрокамеры (MI) ровера. Видны блестящие сферические объекты на стенках траншеи

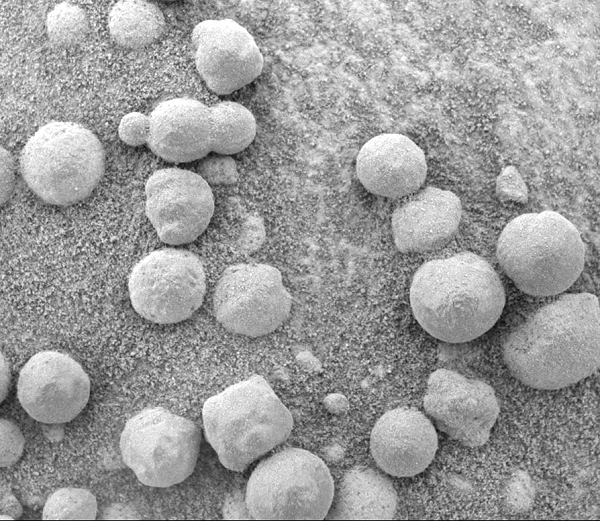
«Черника» (гематитовые шарики) на скалистом обнажении в кратере Игл

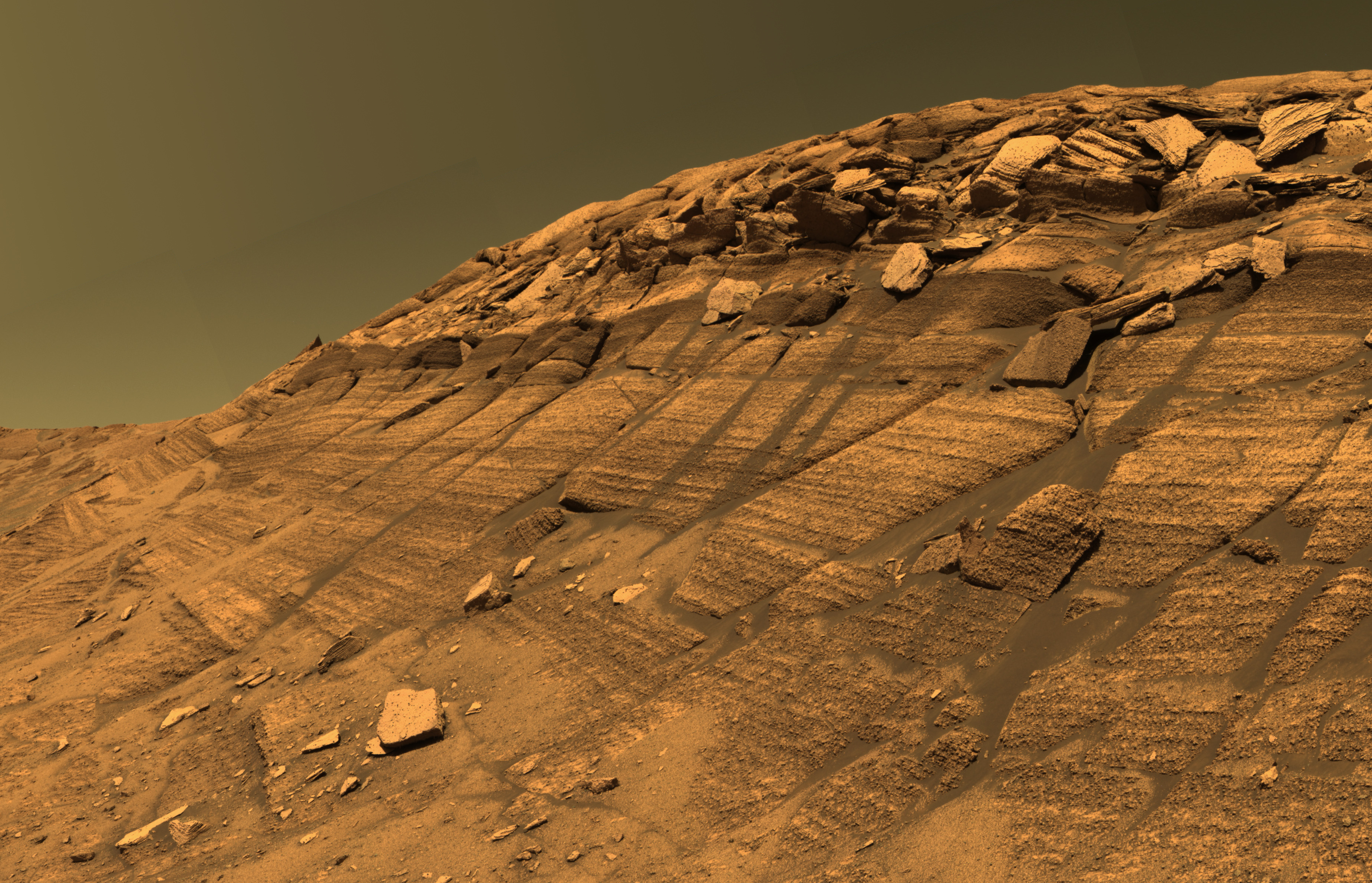
Утёс Бёрнс, кратер Эндьюранс

|                                                        |                                                               |                                              |                 |
| Обнажение горных пород, снимок микрокамеры (MI) ровера | Тонкие пласты горных пород, не совсем параллельные друг другу | Отверстие в скале, сделанное с помощью «RAT» | Пустоты в скале |

#### «Оппортьюнити» выкапывает траншею
Ровер выкапывал траншею, маневрируя назад и вперёд правым передним колесом, в то время как другие колёса не двигались, держа ровер на одном месте. Он продвинулся немного вперёд, чтобы расширить траншею. Весь процесс длился 22 минуты.
Траншея, выкопанная ровером, стала первой в истории исследований Марса. Она достигает приблизительно 50 сантиметров в длину и 10 сантиметров в глубину. «Это намного глубже, чем я ожидал», — сказал доктор Роб Салливан из Корнеллского университета, Итака, штат Нью-Йорк, научный член команды, работающей в тесном сотрудничестве с инженерами над задачей выкапывания траншеи.
Две особенности, которые привлекли внимание учёных: спёкшаяся структура грунта в верхней части траншеи, а также сходство по яркости грунта, находящегося на поверхности и в вырытой траншее, сказал Салливан.
Осматривая стенки траншеи, «Оппортьюнити» нашёл несколько вещей, которых раньше не замечали, в том числе и круглые блестящие камешки. Грунт был настолько мелкозернистым, что микрокамера (MI) марсохода не смогла сделать фото отдельных составляющих.
«Расположенное в глубине отличается от того, что находится непосредственно на поверхности», — сказал доктор Альберт Йен, научный член команды ровера из Лаборатории реактивного движения НАСА, Пасадена, Калифорния.

#### Кратер Эндьюранс
20 апреля 2004 года (95-й сол) «Оппортьюнити» достиг кратера Эндьюранс, в котором видны несколько слоёв горных пород.
В мае марсоход объехал кратер, выполнив наблюдения с помощью инструмента Mini-TES, а также передав панорамные снимки кратера. Скала «Камень Льва» была изучена марсоходом на 107-й сол, её состав оказался близок к слоям, найденным в кратере Игл.
4 июня 2004 года члены миссии заявили о своём намерении спустить «Оппортьюнити» в кратер Эндьюранс, даже если не будет возможности из него выбраться. Целью спуска было изучение слоёв горных пород, видимые на панорамных снимках кратера. «Это — решающее и очень важное решение для миссии Mars Exploration Rovers», — сказал доктор Эдвард Вейлер, помощник администратора НАСА по космическим исследованиям.
Спуск «Оппортьюнити» в кратер начался 8 июня (133-й сол). Было установлено, что степень наклона боковых стенок кратера не является непреодолимым препятствием, более того, у ровера оставался запас в 18 градусов. 12, 13 и 15 июня 2004 года (134-й, 135-й и 137-й сол) ровер продолжал спускаться в кратер. Хотя некоторые из колёс проскальзывали, было установлено, что проскальзывание колёс возможно даже при угле наклона в 30 градусов.
Во время спуска были замечены тонкие облака, похожие на земные. «Оппортьюнити» провёл примерно 180 солов внутри кратера, прежде чем выбрался из него в середине декабря 2004 года (315-й сол).

### 2005

#### Метеорит Heat Shield Rock
После выхода из кратера Эндьюранс в январе 2005 года «Оппортьюнити» выполнил осмотр своего теплозащитного экрана, защищавшего ровер при входе в атмосферу Марса и сброшенного перед посадкой. Экран упал примерно в километре от места посадки ровера, образовав небольшой ударный кратер. Во время осмотра (345-й сол) за экраном был замечен необычный объект. Вскоре выяснилось, что это метеорит. Его назвали Heat Shield Rock (англ. «Камень Теплового Щита») — это был первый метеорит, найденный на другой планете.
После 25 солов наблюдения «Оппортьюнити» направился на юг к кратеру под именем Арго, который находился в 300 метрах от марсохода.
|                                                                                                 |                               |
| Основной обломок теплозащитного экрана, который защищал ровер при входе в марсианскую атмосферу | Метеорит — «Heat Shield Rock» |

#### Южный транзит
Роверу была подана команда вырыть траншею на широкой равнине Плато Меридиана. Её исследование продолжалось до 10 февраля 2005 года (с 366-го по 373-й сол). Затем ровер миновал кратеры «Элвин» и «Джейсон», и на 387-й сол достиг «кратеров-тройняшек» на пути к кратеру Восток. Во время пути «Оппортьюнити» установил рекорд по расстоянию, пройденному за 1 день — 177,5 метра (19 февраля 2005 года). 26 февраля 2005 года (389-й сол) марсоход подошёл к одному из трёх кратеров, названному Натуралист. На 392-й сол скала под названием «Нормандия» была выбрана целью для дальнейших исследований, марсоход изучал скалу до 395-го сола.
«Оппортьюнити» достиг кратера Восток на 399-й сол; кратер был заполнен песком и интереса для миссии не представлял. Роверу была дана команда ехать на юг, для поиска более интересных геологических структур.
20 марта 2005 года (410-й сол) «Оппортьюнити» установил очередной рекорд по пройденному расстоянию за 1 день — 220 метров.

#### Песчаная ловушка

Анимация из снимков, демонстрирующая попытки «Оппортьюнити» покинуть рыхлый грунт, в котором он застрял

В период с 26 апреля 2005 года (446-й сол) по 4 июня 2005 года (484-й сол) «Оппортьюнити» находился в песчаной дюне Марса, так как забуксовал в ней.
Проблема началась 26 апреля 2005 года (446-й сол), когда «Оппортьюнити» случайно забуксовал в песчаной дюне. Инженеры сообщили, что на снимках видно, что четыре боковых колеса закопались больше, так как ровер попытался подняться на дюну, достигавшую приблизительно 30 сантиметров в высоту. Инженеры ровера дали дюне имя — «Чистилище».
Положение ровера в дюне было смоделировано на Земле. Во избежание осложнения ситуации и недопущения полного застревания марсохода в песке, его временно обездвижили. После различных испытаний с двойником «Оппортьюнити» на Земле была разработана стратегия по спасению марсохода. Ровер двигали начиная с 13 мая 2005 года (463-й сол) лишь по несколько сантиметров вперёд, для того чтобы члены миссии могли оценить ситуацию на основании полученных результатов.
В 465-й и 466-й сол были выполнены ещё несколько манёвров, с каждым из которых марсоход продвигался на пару сантиметров назад. Наконец, последний манёвр был успешно завершён, и 4 июня 2005 года (484-й сол) все шесть колёс «Оппортьюнити» выбрались на твёрдый грунт. После выхода из «Чистилища» на 498-й сол и 510-й сол «Оппортьюнити» продолжил своё путешествие в сторону кратера Эребус.

#### Кратер Эребус
В период с октября 2005 года по март 2006 года «Оппортьюнити» изучал кратер Эребус — большой, неглубокий, частично засыпанный грунтом кратер. Это была остановка по пути к кратеру Виктория.
Новая программа, измеряющая процент проскальзывания всех колёс, не позволила роверу снова застрять. Благодаря ей ровер смог избежать песчаной ловушки на 603-й сол. Программное обеспечение остановило двигатель, когда проскальзывание колёс достигло 44,5 %.
3 ноября 2005 года (628-й сол) «Оппортьюнити» проснулся посреди песчаной бури, которая длилась три дня. Ровер мог двигаться, предохранительный режим защиты от песчаных бурь был включён, но аппарат не делал изображения из-за плохой видимости. Через три недели ветер сдул пыль с солнечных батарей, после чего они стали вырабатывать приблизительно 720 Вт·час/сол (80 % от максимума). 11 декабря 2005 года (649-й сол) было обнаружено, что остановился электродвигатель на суставе манипулятора, отвечающий за свёртывание его во время движения (см. ниже Проблемы с манипулятором). Решение проблемы заняло почти две недели. Сначала манипулятор убирали только во время движения и вытягивали ночью, чтобы воспрепятствовать окончательному его заклиниванию. Затем инженеры оставили манипулятор всегда вытянутым, так как возрос риск того, что его заклинит в свёрнутом положении и он станет полностью непригодным для работы.

«Оппортьюнити» исследовал многочисленные выходы горных пород вокруг кратера Эребус. Также работал с космическим аппаратом «Марс Экспресс» Европейского космического агентства. Использовал миниатюрный тепловой эмиссионный спектрометр (Mini-TES) и панорамные камеры (Pancam), передал изображение Фобоса, проходящего через солнечный диск. 22 марта 2006 года (760-й сол) «Оппортьюнити» начал путь к своей следующей точке назначения, кратеру Виктория, которого достиг в сентябре 2006 года (951-й сол) и изучал его вплоть до августа 2008 года (1630-й — 1634-й сол).

#### Проблемы с манипулятором

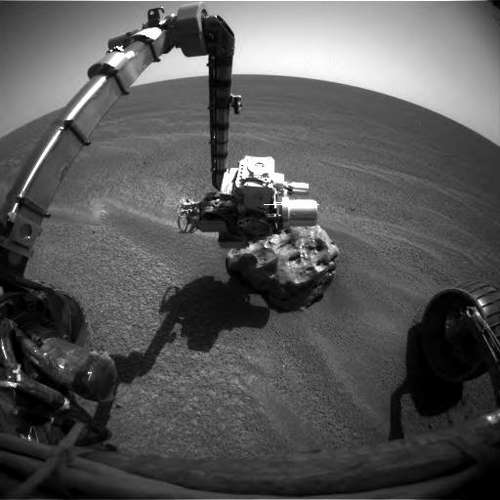
«Оппортьюнити» развернул манипулятор для исследования метеорита «Heat Shield Rock» на 349 сол (начало 2005 года)

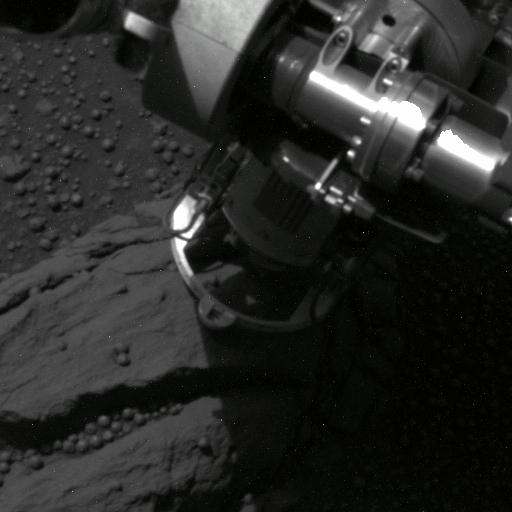
«Оппортьюнити» изучает камень своим манипулятором

Вскоре после посадки, 25 января 2004 года (2-й сол) у «Оппортьюнити» начались проблемы с манипулятором. На второй день инженеры ровера обнаружили, что обогреватель, находящийся в суставе манипулятора и отвечающий за его движение из стороны в сторону, вышел из строя в режиме «Включено». Детальное исследование показало, что реле, скорее всего, вышло из строя во время сборки на Земле. К счастью для «Оппортьюнити», у него имелся встроенный предохранительный механизм, работающий по принципу термостата, его основная задача заключалась в предохранении манипулятора от перегрева. Когда сустав поворотного плеча, также известный как двигатель шарнира, становился слишком горячим, термостат срабатывал, автоматически разворачивал манипулятор и временно отключал обогреватель. Когда рука остывала, термостат давал команду на складывание манипулятора. В результате обогреватель оставался включён ночью, а днём отключался.
Механизм безопасности «Оппортьюнити» работал до тех пор, пока не приблизилась первая марсианская зима. Солнце уже не поднималось достаточно высоко над горизонтом и уровень вырабатываемой энергии снизился. Тогда стало ясно, что «Оппортьюнити» будет не в силах держать обогреватель включённым на всю ночь. 28 мая 2004 года (122-й сол) операторы ровера приступили к плану «Глубокий сон», во время которого «Оппортьюнити» обесточивал обогреватель манипулятора ночью. На следующее утро, с восходом Солнца, солнечные батареи автоматически включались, сустав манипулятора разогревался и начинал функционировать. Таким образом, суставу «руки» было очень жарко днём и очень холодно ночью. Большие перепады температур ускоряли износ шарнира, данная процедура повторялась каждый сол (марсианские сутки).
Данная стратегия работала до 25 ноября 2005 года (654-й сол), когда двигатель шарнира остановился. На следующий сол операторы ровера попытались использовать ту же стратегию снова, и шарнир заработал. Было установлено, что двигатель шарнира застопорился вследствие повреждения экстремальными перепадами температур во время фаз «глубокого сна». В качестве мер предосторожности манипулятор стали располагать в ночное время впереди корпуса ровера, а не под ним, где, в случае поломки шарнира, манипулятор станет полностью бесполезен для исследований. Теперь приходилось складывать манипулятор во время движения и раскладывать его после остановки.
Неполадки приобрели более серьёзный характер 14 апреля 2008 года (1501-й сол), когда двигатель, отвечающий за развёртывание манипулятора, внезапно остановился, причём намного быстрее, чем раньше. Инженеры провели его диагностику в течение дня, чтобы измерить электрическое напряжение. Обнаружилось, что оно в двигателе было слишком низким, когда сустав руки разогрелся — утром, после «глубокого сна». Перед включением термостата и после того, как обогреватель проработал в течение нескольких часов, было решено попытаться развернуть «руку» ещё раз.
14 мая 2008 года в 8:30 UTC (1531-й сол) инженеры увеличили напряжение в двигателе шарнира для перемещения манипулятора перед марсоходом. Это сработало.
С того момента операторы больше не решались пытаться свернуть манипулятор, и он всегда находился в развёрнутом состоянии. Операторы разработали план по управлению марсоходом и в таком состоянии. В соответствии с ним, «Оппортьюнити» передвигался задним ходом, а не передним, как раньше.

### 2006
22 марта 2006 года (760-й сол) «Оппортьюнити» оставил кратер Эребус и начал путешествие к кратеру Виктория, которого достиг в сентябре 2006 года (951-й сол). «Опортьюнити» исследовал кратер Виктория до августа 2008 года (1630-й — 1634-й сол).

#### Кратер Виктория
Кратер Виктория — большой кратер, находящийся примерно в 7 километрах от места посадки марсохода. Диаметр кратера в шесть раз больше, чем диаметр кратера Выносливость. Учёные считают, что обнажение горных пород вдоль стенок кратера даст более подробную информацию о геологической истории Марса, если ровер продержится достаточно долго, чтобы его исследовать.
26 сентября 2006 года (951-й сол) «Оппортьюнити» достиг кратера Виктория и передал первую панораму кратера, в том числе и панораму дюны, которая находится на дне кратера. Mars Reconnaissance Orbiter сфотографировал «Оппортьюнити» на краю кратера.

### 2007

#### Обновление программного обеспечения
4 января 2007 года, в честь третьей годовщины посадки, было решено обновить программное обеспечение бортовых компьютеров обоих марсоходов «Оппортьюнити» и «Спирит». Марсоходы научились принимать собственные решения, к примеру какие изображения необходимо передать на Землю, в какой момент протянуть манипулятор для исследования камней — всё это позволило сэкономить время учёных, до этого фильтровавших сотни изображений самостоятельно.

#### Очистка солнечных батарей
Очистка произошла 20 апреля 2007 года (1151-й сол). Мощность, вырабатываемая солнечными батареями «Оппортьюнити», приблизилась к отметке 800 Вт·час/сол. 4 мая 2007 года (1164-й сол) ток, выдаваемый солнечными батареями, достиг максимума — свыше 4,0 ампер, такого не было с начала миссии (10 февраля 2004 года, 18-й сол). Появление обширных пыльных бурь на Марсе, начиная с середины 2007 года, снизило уровень вырабатываемой энергии до 280 Вт·час/сол.

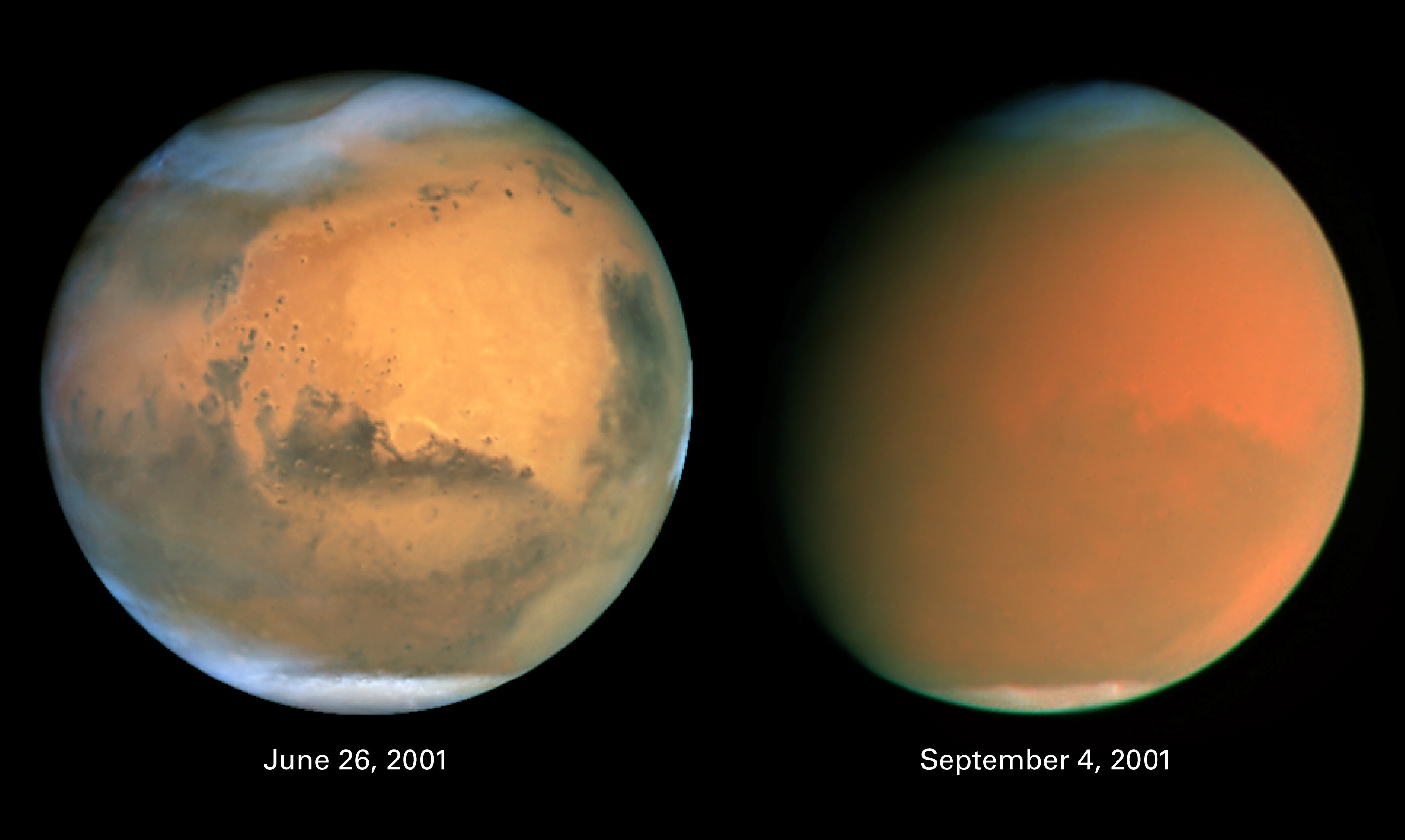
Пыльная буря на Марсе, вид из космоса

#### Пыльный шторм

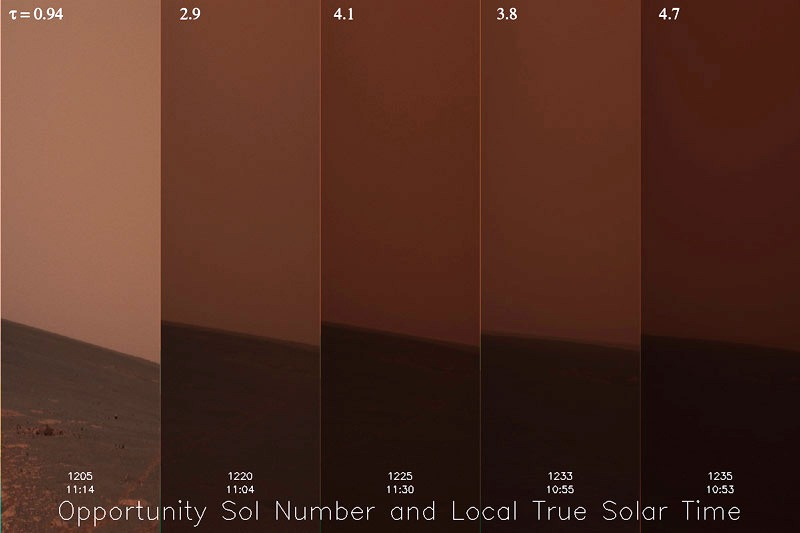
Покадровая композиция горизонта во время марсианской пыльной бури: 1205-й сол (τ=0,94), 1220-й (τ=2,9), 1225-й (τ=4,1), 1233-й (τ=3,8), 1235-й (τ=4,7). Число в скобках (оптическая глубина, τ) показывает, сколько солнечного света проходило через пыльную бурю (доля проходящего света равна e^{−τ}). Значение τ=4,7 указывает, что пыльная атмосфера поглощает и рассеивает более 99 % падающего света

К концу июня 2007 года пыльные бури начали затмевать марсианскую атмосферу пылью. Пыльная буря усилилась, и 20 июля как у «Оппортьюнити», так и у «Спирита» появилась реальная угроза выйти из строя из-за отсутствия солнечного света, необходимого для выработки электроэнергии. НАСА распространило сообщение для прессы, в котором говорилось: (частично) «Мы верим в наши роверы и надеемся, что они переживут этот шторм, хотя они и не разрабатывались для таких условий». Основная проблема заключалась в том, что пыльная буря резко снизила поступление солнечного света. В атмосферу Марса поднялось так много пыли, что она блокировала 99 % прямых солнечных лучей, которые должны падать на солнечные панели роверов. Марсоход «Спирит», который работает на другой стороне Марса, получал немного больше света, чем его близнец «Оппортьюнити».
Обычно солнечные батареи на роверах вырабатывают около 700 Вт·час/сол электроэнергии. Во время бури они вырабатывали значительно меньше электроэнергии — 150 Вт·час/сол. Из-за недостатка энергии роверы начали терять заряд аккумуляторов. Если аккумуляторы иссякнут, то основное оборудование, скорее всего, выйдет из строя из-за переохлаждения. 18 июля 2007 года солнечные панели марсохода генерировали только 128 Вт·час/сол электроэнергии — это самый низкий показатель с начала миссии. С «Оппортьюнити» общались только раз в три дня, экономя заряд аккумуляторов.
Пыльные бури продолжались до конца июля, а в конце месяца НАСА объявило, что марсоходы даже при очень низком энергопотреблении едва получают достаточно света, чтобы выжить. Температура в «Тепловом Блоке с Электроникой» «Оппортьюнити» продолжала падать. При низком уровне энергии марсоход может передавать ошибочные данные, чтобы избежать этого, инженеры переключили марсоход в спящий режим, а затем каждый сол проверяли, достаточно ли накопилось электроэнергии, чтобы аппарат проснулся и начал поддерживать постоянную связь с Землёй. Если энергии недостаточно, ровер будет спать. В зависимости от погодных условий «Оппортьюнити» может спать в течение нескольких дней, недель или даже месяцев — все это время пытаясь зарядить свои аккумуляторы. С таким количеством солнечного света вполне возможно, что марсоход никогда не проснётся.
С 7 августа 2007 года буря начала ослабевать. Электроэнергия по-прежнему вырабатывалась в малых количествах, но её уже было достаточно для того, чтобы «Оппортьюнити» начал делать и передавать изображения. 21 августа уровень запыления по-прежнему снижался, аккумуляторы были полностью заряжены и впервые с того момента, как начались пыльные бури, «Оппортьюнити» был в состоянии передвигаться.

#### Утиный залив
«Оппортьюнити» прибыл к месту под названием «Утиный залив» 11 сентября 2007 года, а затем поехал назад, чтобы проверить свою тягу на склоне кратера Виктория. 13 сентября 2007 года он возвратился к нему, чтобы начать детальное исследование внутреннего склона, изучив состав пород в верхних частях «Утиного залива», мыса «Кабо-Верде».
|                          |                                                                     | |
| Кратер Виктория (HiRISE) | «Оппортьюнити» на краю кратера Виктория, MRO (3 октября, 2006 года) | Следы от колёс «Оппортьюнити» (HiRISE). Белыми точками обозначены места, где марсоход выполнял научные исследования (июнь 2007 года) |

### 2008

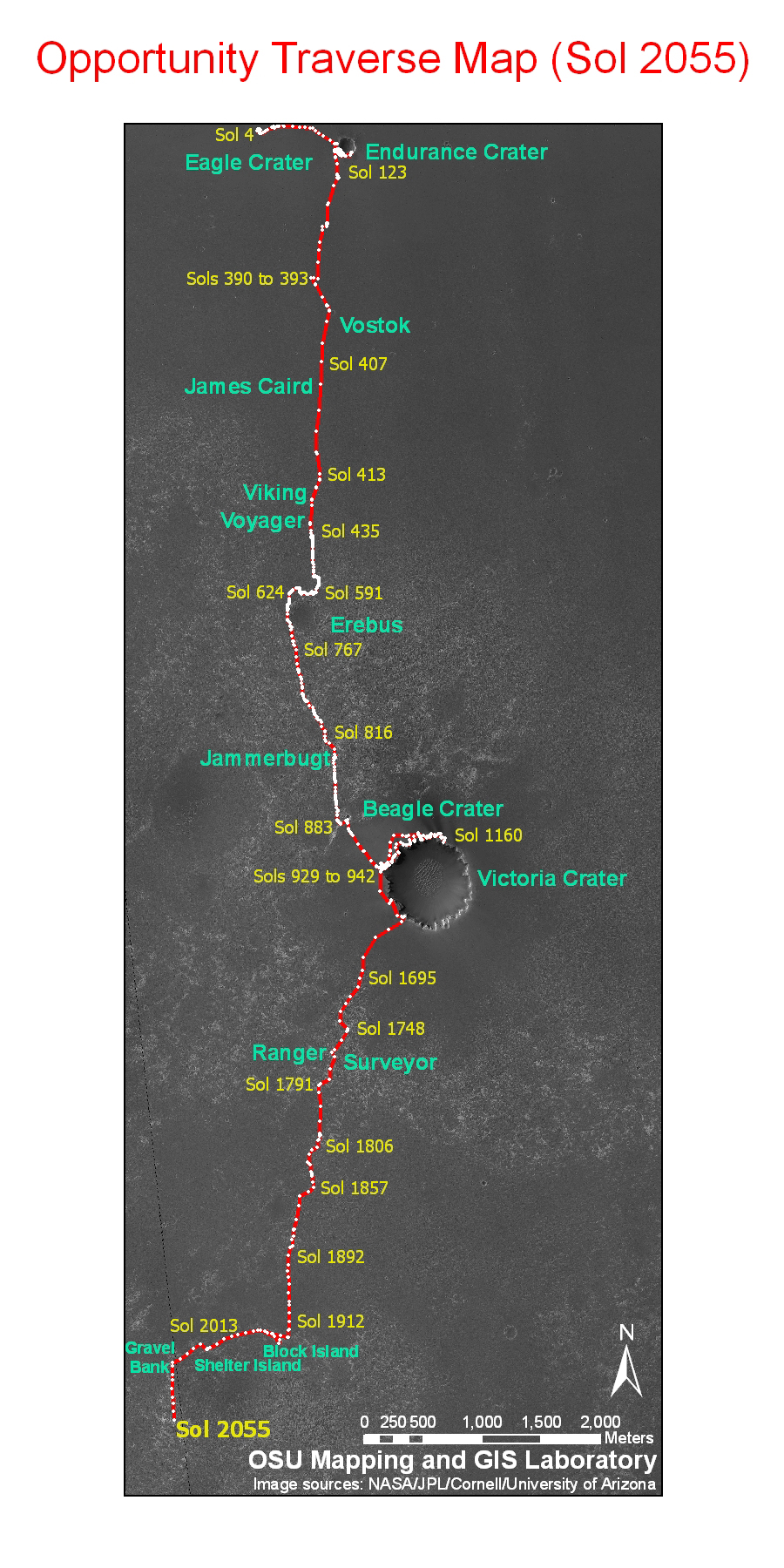
Карта маршрута «Оппортьюнити» с 1-го сола (2004) по 2055-й сол (2009)

«Оппортьюнити» покидает кратер Виктория, и отправляется к кратеру Индевор

#### Выход из кратера Виктория
Ровер покидал кратер Виктория в период с 24 по 28 августа 2008 года (1630—1634-й сол). После этого у марсохода появилась проблема аналогичная той, что вывела из строя правое переднее колесо у его двойника — марсохода «Спирит». По пути к кратеру Индевор ровер должен был изучать камни под названием «Тёмные булыжники», находящиеся на Плато Меридиана.

#### Соединение Марса с Солнцем
Во время соединения Марса с Солнцем (когда Солнце находится между Марсом и Землёй) общение с марсоходами невозможно. Связи не было с 29 ноября до 13 декабря 2008 года. Учёные планировали, что в это время «Оппортьюнити» будет использовать мёссбауэровский спектрометр для изучения горного обнажения под названием «Санторини».

### 2009
7 марта 2009 года (1820-й сол) «Оппортьюнити» увидел край кратера Индевор, проехав около 3,2 км с тех пор, как покинул кратер Виктория в августе 2008 года. «Оппортьюнити» также видел кратер Iazu, до которого было около 38 километров. Диаметр кратера составляет около 7 километров.
7 апреля 2009 года (1850-й сол) солнечные батареи «Оппортьюнити» генерировали 515 Вт·час/сол электроэнергии; после того, как ветер сдул пыль с солнечных панелей, их производительность увеличилась примерно на 40 %. С 16 по 22 апреля (с 1859-го по 1865-й сол) «Оппортьюнити» сделал несколько манёвров и в течение недели проехал 478 метров. Двигателю правого переднего колеса дали время на отдых, когда «Оппортьюнити» изучал горное обнажение под названием «Пенрин»; напряжение в двигателе приблизилось к нормальному уровню.
18 июля 2009 года (1950-й сол) «Оппортьюнити» заметил тёмный камень, находящийся в противоположном направлении от ровера. «Оппортьюнити» направился к нему и достиг его 28 июля (1959-й сол). В процессе его изучения выяснилось, что это не камень, а метеорит. Позже ему было дано имя «Block Island». «Опортьюнити» простоял до 12 сентября 2009 года (2004-й сол), исследуя метеорит, после чего вновь направился к своей цели — кратеру Индевор.
Его поездка была прервана 1 октября 2009 года (2022-й сол) находкой ещё одного метеорита. Полуметровый экземпляр назвали «Shelter Island». Ровер изучал его до 2034-го сола (13—14 октября 2009). Обнаружив ещё один метеорит, «Mackinac Island», марсоход отправился к нему и достиг его через 4 сола, 17 октября 2009 года (2038-й сол). Ровер быстро осмотрел метеорит, не став его исследовать, и возобновил поездку к кратеру.
10 ноября 2009 года (2061-й сол) ровер достиг камня, названного «Marquette Island». Его изучение проводилось до 12 января 2010 года (2122-й сол). Учёные имели разные мнения о его происхождении. Позже они установили, что камень не являлся метеоритом, как считалось ранее, а был выброшен при извержении вулкана, в то время, когда Марс был ещё геологически активен.

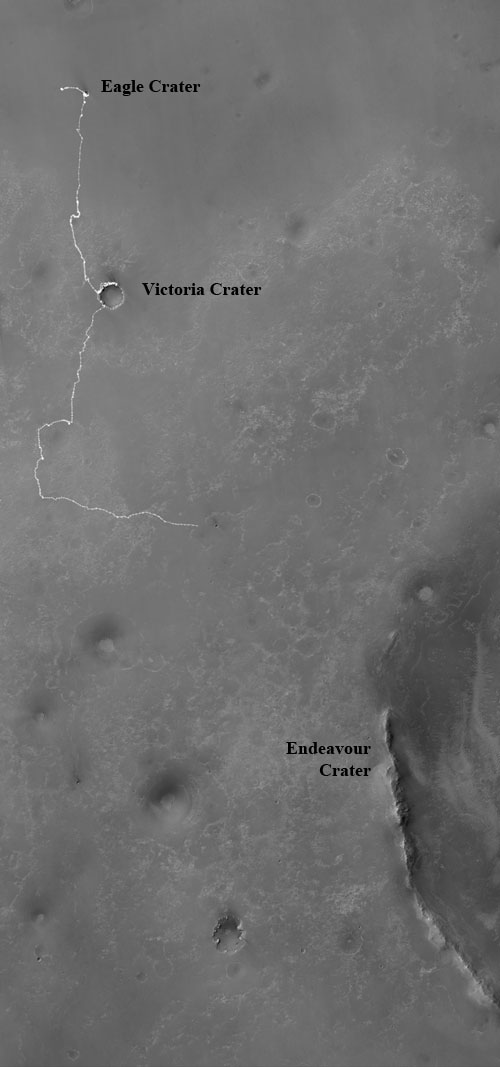
Маршрут «Оппортьюнити» по состоянию на 8 декабря 2010 года (2442-й сол)

| | | | |
| 18 июля 2009 «Оппортьюнити» осматривал тёмный камень странной формы, который, как выяснилось, оказался метеоритом | «Оппортьюнити» готовится осмотреть необычный камень, названный «Block Island». Это самый крупный метеорит, найденный ровером на Марсе | «Оппортьюнити» сделал фото камня, названного «Marquette Island». Когда он подошёл к камню для исследований, выяснилось, что камень был выброшен вулканом из недр Марса и не был метеоритом | Движение облаков, снимки сделаны изнутри кратера Виктория, счётчик в левом нижнем углу показывает время в секундах |

### 2010
28 января 2010 года (2138-й сол) «Оппортьюнити» достиг кратера Консепсьон. Марсоход успешно исследовал 10-метровый кратер и продолжил движение к кратеру Индевор. Выработка электроэнергии увеличилась до 270 Вт·час/сол.
5 мая из-за потенциально опасных областей на пути между кратером Виктория и кратером Индевор операторы изменили маршрут — расстояние было увеличено, и марсоходу потребовалось проехать 19 километров, чтобы достичь своей точки назначения.
19 мая миссия «Оппортьюнити» продолжалась уже 2246 солов, что сделало её самой продолжительной в истории Марса. Предыдущий рекорд в 2245 солов принадлежал спускаемому аппарату «Викинг-1» (1982 год).
8 сентября было объявлено, что «Оппортьюнити» проехал половину всего пути до кратера Индевор.
В ноябре марсоход провёл несколько дней, изучая 20-метровый кратер Intrepid, лежащий на пути к кратеру Индевор. 14 ноября (2420-й сол) показания одометра «Оппортьюнити» пересекли отметку в 25 км. Выработка солнечной энергии в октябре и ноябре составляла около 600 Вт·час/сол.

#### Кратер Санта-Мария
15 декабря 2010 года (2450-й сол) марсоход прибыл к 90-метровому кратеру Санта-Мария и начал исследования кратера, занявшие несколько недель. Результаты исследования были аналогичны исследованиям, сделанным космическим аппаратом Mars Reconnaissance Orbiter с помощью спектрометра CRISM. CRISM обнаружил залежи минеральных вод в кратере, а марсоход помог в дальнейших их исследованиях. «Оппортьюнити» проехал большее расстояние, так как марсианский год примерно в 2 раза длиннее земного, а значит на Марсе было меньше зим, при которых ровер стоит на месте.

### 2011
Когда «Оппортьюнити» прибыл к кратеру Санта-Мария, операторы ровера «припарковали» его на юго-восточной части кратера для сбора данных. Они также подготовились к двухнедельному соединению Марса с Солнцем, которое наступило в конце января. В этот период Солнце находилось между Землёй и Марсом, и связи с марсоходом не было 14 дней. В конце марта «Оппортьюнити» начал 6,5-километровую поездку от кратера Санта-Мария к кратеру Индевор. 1 июня 2011 года одометр ровера пересёк отметку в 30 километров (в 50 с лишним раз больше планировавшегося расстояния).
Две недели спустя, 17 июля (2658-й сол), «Оппортьюнити» проехал ровно 20 миль по поверхности Марса.
29 августа (2700-й сол) «Оппортьюнити» продолжал эффективно функционировать, превысив запланированный срок (90 солов) в 30 раз. Когда ветер сдул пыль с солнечных батарей, ровер смог выполнять обширные геологические исследования марсианских пород и изучать своими инструментами особенности поверхности Марса.

#### Прибытие к кратеру Индевор
9 августа 2011 года, потратив 3 года на преодоление 13 километров от кратера Виктория, «Оппортьюнити» прибыл к западному краю кратера Индевор в точке, названной «Пункт Спирита» в честь близнеца марсохода «Оппортьюнити», марсохода «Спирит». Диаметр кратера — 23 км. Он был выбран учёными для изучения более древних горных пород и глинистых минералов, которые могли бы образоваться в присутствии воды. Заместитель научного руководителя ровера, Рей Арвидсон, заявил, что ровер не будет работать внутри кратера Индевор, так как там, вероятно, содержатся только минералы, уже наблюдавшиеся ранее. Скалы на краю кратера более старые, чем ранее изученные «Оппортьюнити». «Я думаю, что будет лучше водить ровер вокруг края кратера», — сказал Арвидсон.
После прибытия к кратеру Индевор «Оппортьюнити» обнаружил новые марсианские явления, ранее не наблюдавшиеся. 22 августа 2011 года (2694-й сол) ровер начал исследовать большой кусок камня, образовавшийся в ходе извержения вулкана и названный «Тисдейл 2». «Он отличается от любых других камней, когда-либо обнаруженных на Марсе», — сказал Стив Сквайерз, научный руководитель «Оппортьюнити» в Корнеллском университете, Итака, штат Нью-Йорк. «Его состав подобен некоторым вулканическим породам, но в нём намного больше цинка и брома, чем в обычном камне. Мы получили подтверждение, что достижения „Оппортьюнити“ в кратере Индевор не уступают его удаче при посадке, когда ровер случайно оказался в кратере с обнажёнными горными породами».
|                               |                                   |                                             |                           |
| Западный край кратера Индевор | «Пункт Спирита» в кратере Индевор | «Оппортьюнити» исследует камень «Тисдейл 2» | Гипсовая жила «Homestake» |

В начале декабря «Оппортьюнити» проанализировал структуру под названием «Homestake». Был сделан вывод, что она состоит из гипса. С помощью трёх инструментов марсохода — микрокамеры (MI), рентгеновского спектрометра альфа-частиц (APXS) и набора светофильтров панорамных камер (Pancam) — определили, что в состав этих отложений входит гидратированный сульфат кальция — минерал, который образуется только в присутствии воды. Этому открытию было дано название «Slam Dunk» — доказательство того, что «вода когда-то текла по трещинам в скале».
По состоянию на 22 ноября 2011 года (2783-й сол) «Оппортьюнити» проехал более 34 км, также были проведены подготовительные работы для предстоящей марсианской зимы.
В конце 2011 года «Оппортьюнити» был выведен на поверхность, наклонённую на 15 градусов к северу. Этот угол должен был обеспечивать более благоприятные условия для выработки солнечной энергии во время марсианской зимы. Уровень пыли, скопившейся на солнечных панелях, был выше, чем в прошлые годы, и, как ожидалось, марсианская зима должна была осложнить работу ровера больше обычного, так как выработка энергии значительно снизится.

### 2012

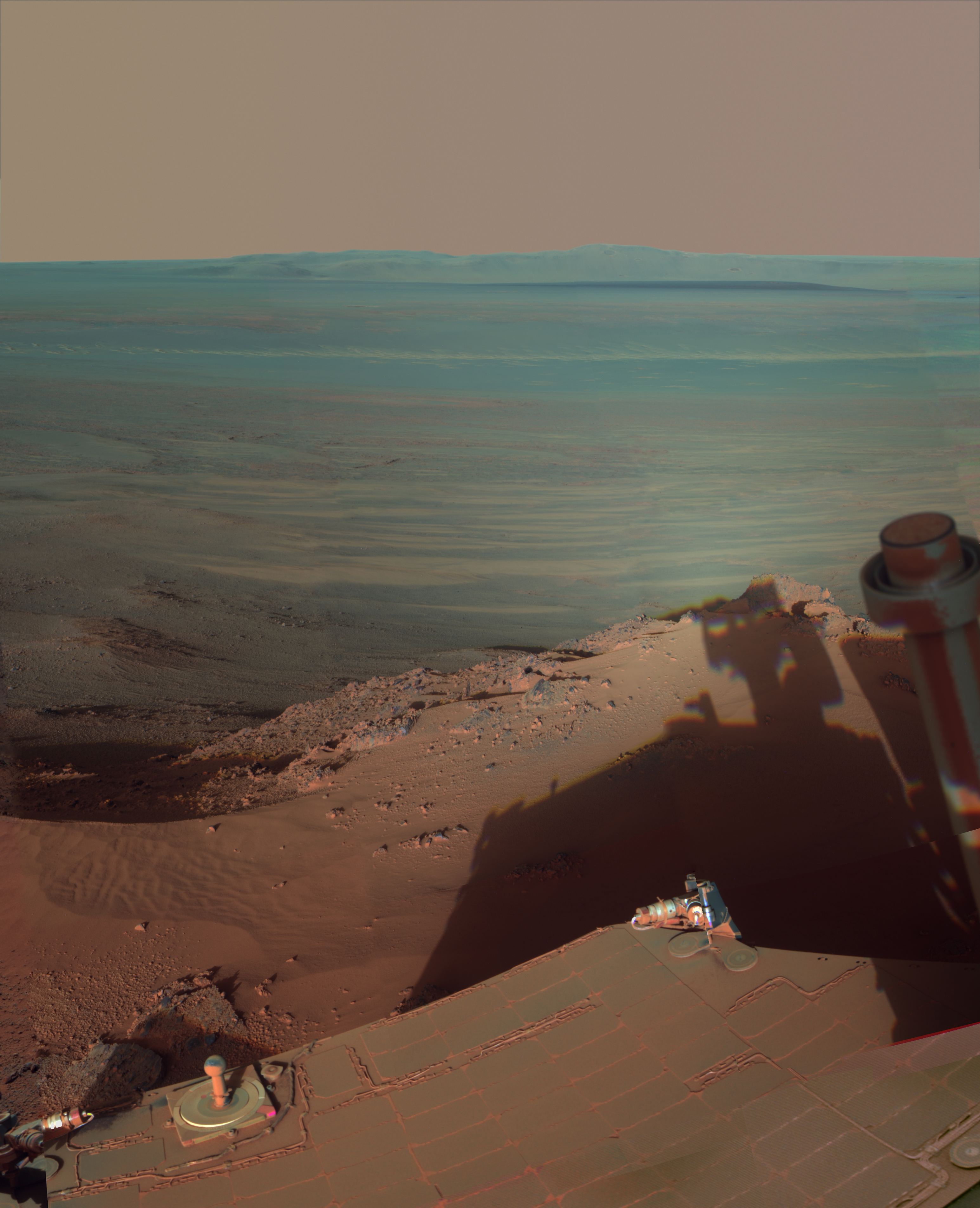
Вид на кратер Индевор. Фото сделал «Оппортьюнити» в марте 2012 года

В январе 2012 года марсоход передал данные о месте Грили-Хейвен, названного в честь геолога Рональда Грили. «Оппортьюнити» переживал уже пятую марсианскую зиму. Ровер изучил ветер на Марсе, который был описан как «наиболее активный процесс на Марсе в данный момент». Кроме того, длительная стоянка позволила с помощью радиопередатчика марсохода выполнить долговременный геодинамический эксперимент по измерению доплеровского сдвига радиочастоты с целью оценки колебаний во вращении Марса, которые могут сказать, твёрдая или жидкая планета внутри. Место для зимовки находилось на участке мыса Кейп-Йорк, который расположен на краю кратера Индевор.
1 февраля 2012 года (2852-й сол) выработка электроэнергии солнечными батареями составила 270 Вт·час/сол, при прозрачности атмосферы Марса 0,679. Коэффициент запылённости солнечных панелей равен 0,469. Общее расстояние, пройденное марсоходом, составило 34 361,37 м.
К марту 2012 (приблизительно 2890-й сол) с помощью мёссбауэровского спектрометра MIMOS II и микрокамеры MI был изучен камень «Amboy». Кроме того, было измерено количество аргона в марсианской атмосфере. Зимнее солнцестояние на Марсе произошло 30 марта 2012 года (2909-й сол), 1 апреля произошла небольшая очистка солнечных батарей. На 3 апреля 2012 года (2913-й сол) количество вырабатываемой электроэнергии составило 321 Вт·час/сол.
К 1 мая 2012 года (2940-й сол) выработка электроэнергии повысилась до 365 Вт·час/сол с коэффициентом запылённости солнечных батарей 0,534. Операторы ровера подготовили его к движению и завершению сбора данных о камне «Amboy». За марсианскую зиму было выполнено 60 сеансов связи с Землёй.

#### Отъезд от Грили-Хейвен
8 мая 2012 года (2947-й сол) марсоход снялся с долговременной стоянки и проехал 3,7 метра. В этот день выработка электроэнергии составляла 357 Вт·час/сол при коэффициенте запылённости солнечных батарей 0,536. «Оппортьюнити» стоял на месте 130 солов под наклоном в 15 градусов на север, чтобы лучше пережить зиму, позже наклон уменьшили до 8 градусов В июне 2012 года ровер изучал марсианскую пыль и близлежащую каменную жилу, названную «Монте-Кристо», поскольку она указывает на север.

Автопортрет «Оппортьюнити», декабрь 2011 года

#### 3000 сол
2 июля 2012 года продолжительность работы «Оппортьюнити» на Марсе достигла 3000 солов. 5 июля 2012 года НАСА опубликовало новые панорамные снимки, сделанные в окрестностях местности «Грили-Хейвен». На панораме в кадр попал противоположный край кратера Индевор, имеющего 22 километра в диаметре. 12 июля 2012 года (3010-й сол) солнечные батареи производили 523 Вт·час/сол электроэнергии, общее расстояние, пройденное ровером с момента посадки составило 34 580,05 метра. В том же месяце Mars Reconnaissance Orbiter обнаружил недалеко от ровера пылевую бурю, а в её облаках — признаки присутствия водяного льда.
В конце июля 2012 года «Оппортьюнити» посылал специальные радиосигналы в диапазоне UHF, имитирующие сигнал марсохода «Кьюриосити», чтобы проверить аппаратуру, которая будет следить за его посадкой с Земли. Новый ровер успешно совершил посадку, в то время как «Оппортьюнити» собрал данные о погоде на Марсе. 12 августа 2012 года (3040-й сол) «Оппортьюнити» продолжил своё путешествие к небольшому кратеру под названием «Сан-Рафаэль», попутно передавая снимки, сделанные панорамной камерой. 14 августа 2012 года общее расстояние, пройденное ровером с момента посадки, составило 34 705,88 метра. К этому моменту «Оппортьюнити» успел посетить кратеры «Беррио» и «Сан-Рафаэль». 19 августа 2012 года орбитальный аппарат «Марс-экспресс» взаимодействовал с двумя марсоходами, «Кьюриосити» и «Оппортьюнити», так как находился на одной траектории полёта с ними — это был его первый двойной контакт. 28 августа 2012 года (3056-й сол) одометр ровера пересёк отметку в 35 км, солнечные батареи вырабатывали 568 Вт·час/сол, при прозрачности атмосферы 0,570 и коэффициенте запылённости солнечных батарей 0,684.

#### Осень 2012

Прохождение Фобоса по диску Солнца, 20 сентября 2012 года (3078-й сол)

Осенью «Оппортьюнити» направился на юг, исследуя холм Матиевича в поисках филлосиликатов. Некоторые данные отправлялись на Землю напрямую, используя установленную на ровере антенну X-диапазона, без ретрансляции данных орбитальным аппаратом. Командой была применена новая технология, которая помогла снизить нагрузку на инерционное измерительное устройство (ИИУ). Научная работа марсохода включала в себя проверку различных гипотез о происхождении вновь обнаруженных шариков, концентрация которых намного выше, чем в кратере Игл. 22 ноября 2012 года (3139-й сол) у «Оппортьюнити» в очередной раз начал барахлить электромотор на суставе манипулятора, из-за чего работы по изучению местности под названием «Sandcherry» пришлось отложить, однако анализ телеметрии и диагностика систем не выявили чего-либо серьёзного. 10 декабря 2012 года было объявлено, что взятый образец породы по химическому составу и свойствам напоминает обычную земную глину. Как заявил профессор Стив Сквайерз, главный научный сотрудник миссии «Оппортьюнити», судя по химическому составу образца, это глинистая порода, в которой, кроме всего прочего, присутствует и вода. Причём весьма примечательно, что в исследованных ранее породах уровень кислотности воды был достаточно высок, а в найденной глине вода сравнительно чиста и нейтральна. Состав минералов глины подобен таковому у земных глин, то есть в него входят в основном оксиды кремния и алюминия. Но эти предварительные данные ещё предстоит проверить.

### 2013
В 2013 году «Оппортьюнити» находился на краю мыса «Кейп-Йорк» в кратере Индевор; общее расстояние, пройденное ровером с момента посадки, составляло 35,5 км. По завершении научной работы на холме Матиевича «Оппортьюнити» должен был отправиться на юг, передвигаясь вдоль края кратера Индевор. Планировалось оставить позади местность, названную исследователями «Ботани-бей», а затем добраться к следующим целям — двум холмам, ближайший из которых находился в 2 км и был назван «Соландер».

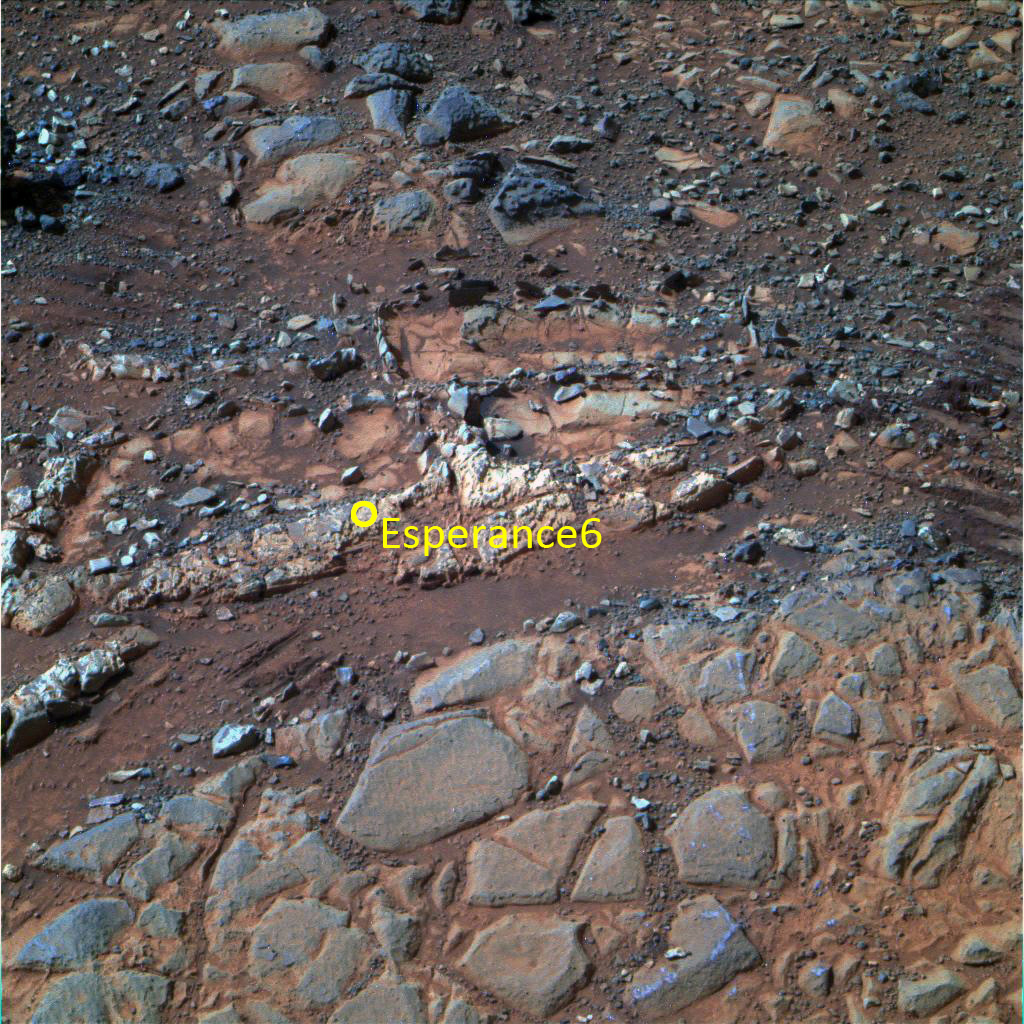
Камень «Эсперанс-6»

«Оппортьюнити» начал изучение странных шариков, которые геологи неофициально назвали «новыми ягодами» (newberries) в противоположность «старым ягодам» — железным (гематитовым) шарикам, которые в изобилии встречались на равнине в предыдущие годы. В мае 2013 года одометр «Оппортьюнити» показал 35 км и 744 метра, что поставило его на второе место по пройденному расстоянию среди транспортных средств, передвигавшихся по поверхности внеземных тел; рекорд по этому показателю — 42,1 км — уже 40 лет удерживал советский «Луноход-2». 14 мая 2013 года «Оппортьюнити» отправился в путешествие длиной 2,2 км к холму «Соландер», где планировалось провести шестую по счёту марсианскую зиму.
17 мая 2013 года NASA объявило, что предварительное изучение горного обнажения, названного «Эсперанс», позволило предположить, что вода на Марсе в прошлом, возможно, имела сравнительно нейтральный показатель pH. Проведённые анализы камня «Эсперанс-6» ясно указывают на то, что несколько миллиардов лет назад он омывался пресной водой.
21 июня 2013 года (3345-й сол) «Оппортьюнити» отметил пять марсианских лет пребывания на «красной планете». «Ровер находится во враждебной среде, в любой момент может произойти катастрофический сбой, поэтому для нас каждый день, как подарок», — сказал руководитель проекта Джон Каллас.

#### Соландер

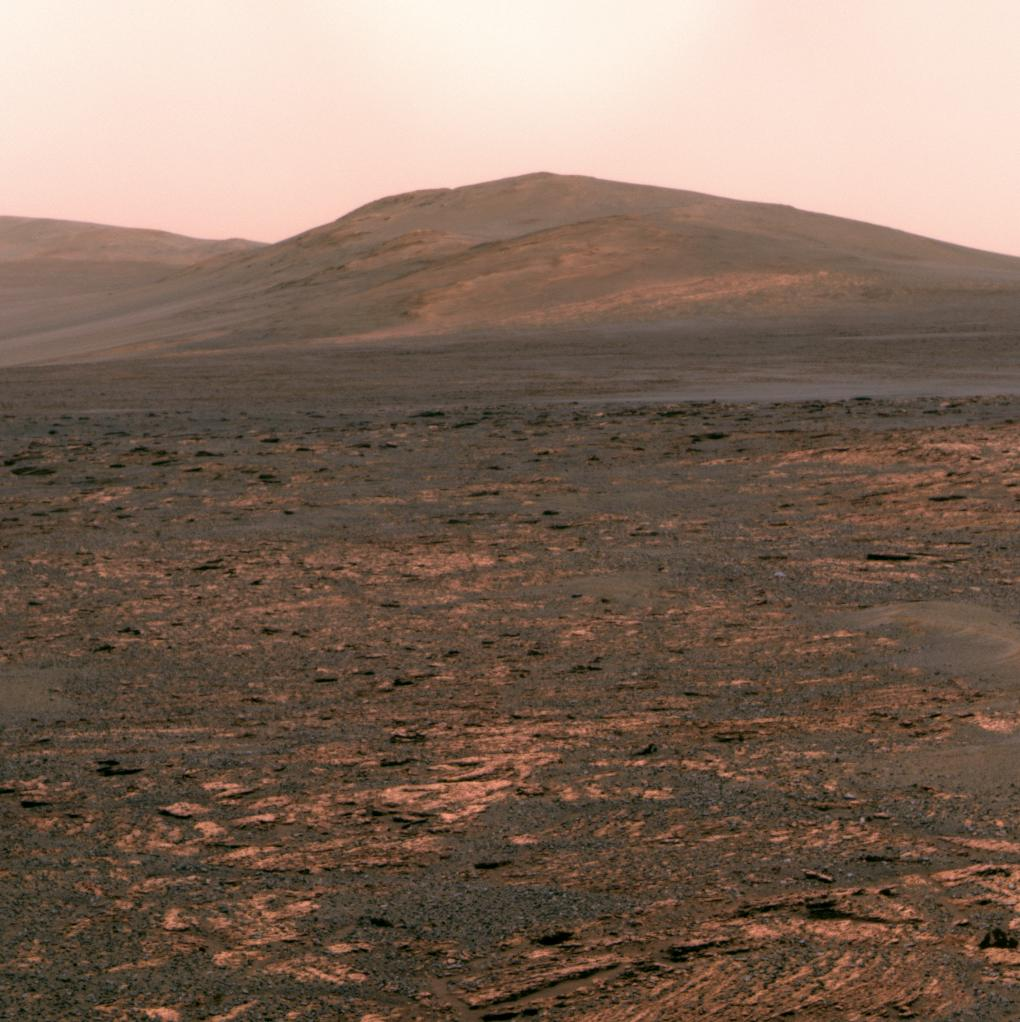
Точка «Соландер» (приблизительно естественные цвета), 1 июня 2013

К началу июля 2013 года «Оппортьюнити» приближался к холму Соландер, преодолевая за день от 10 до 100 метров. В августе 2013 года «Оппортьюнити» прибыл к подножью холма, попутно изучая места, интересные с геологической точки зрения. Северный склон холма Соландер имеет подходящий для зимовки ровера наклон, благодаря чему «Оппортьюнити» мог собирать больше солнечного света (в этот период времени Солнце находилось низко над горизонтом, что уменьшает количество света, поступающего к солнечным батареям, из-за чего выработка электроэнергии значительно снижается). 6 августа 2013 года (3390-й сол) солнечные батареи вырабатывали 385 Вт·час/сол, по сравнению с 395 Вт·час/сол 31 июля 2013 года (3384-й сол) и 431 Вт·час/сол на 23 июля 2013 года (3376-й сол). В мае 2013 года этот показатель был выше 576 Вт·час/сол.
В сентябре 2013 года «Оппортьюнити» проводил различные контактные исследования пород у подножия холма Соландер. Выработка электроэнергии упала до 346 Вт·час/сол на 16 сентября 2013 года (3430-й сол), и до 325 Вт·час/сол на 9 октября 2013 года (3452-й сол). Перед тем как марсоход «Спирит» перестал отвечать на команды с Земли в 2010 году, его солнечные батареи вырабатывали лишь 134 Вт·час/сол, из-за чего температура внутри его жизненно важных блоков упала до −41,5 °C. В октябре-ноябре 2013 «Оппортьюнити» находился в процессе покорения 40-метрового холма Соландер. Чтобы не повредить ровер, «восхождение» длилось крайне неторопливо, тем более, что в процессе подъёма ровер проводил изучение пород на разных высотах, пытаясь таким образом воссоздать картину внутреннего строения Марса. В конце октября 2013 года работы проводились на высоте до 6 метров по отношению к окружающим равнинам.
По состоянию на 7 декабря 2013 года (3508-й сол) общее расстояние, пройденное ровером с момента посадки, составило 38,7 км. Мощность солнечных батарей равнялась 268 Вт·час/сол.

### 2014
8 января 2014 года на снимках «Оппортьюнити», который последние дни практически не двигался, был замечен небольшой камень диаметром в 4 сантиметра, сильно отличающийся по внешнему виду от окружающих пород, который отсутствовал на снимках того же места 26 декабря. Поскольку за этот период марсоход практически не двигался, учёные пришли в замешательство. Однако далее было выяснено, что камень, названный «Pinnacle Island», был выбит марсоходом из грунта во время пробуксовки на месте в начале января. Спектрометр показал на наличие в «Pinaccle Island» высокого содержания магния, марганца и серы. НАСА сделало заявление, что, вероятно, «эти водорастворимые ингредиенты были сконцентрированы в камне под воздействием воды».
23 января 2014 года марсоход отметил десять земных лет с момента посадки на Марс.
17 апреля 2014 года вихрь сдул бо́льшую часть пыли с солнечных батарей марсохода, что, как отметила пресс-служба NASA, значительно увеличило количество доступной энергии марсохода и сделало возможными дальнейшие исследования.
28 июля 2014 года NASA заявило, что марсоход проехал с начала миссии более 40 км, побив тем самым рекорд дальности передвижения по поверхности внеземных планетных тел, принадлежавший с 1973 года «Луноходу-2».
Решив в начале сентября возникшие проблемы с памятью, потребовавшие нескольких «перезагрузок», марсоход продолжил движение в направлении кратера Улисс и Марафонской долины, преодолев 11 ноября рубеж в 41 километр.

### 2015
23 марта 2015 года НАСА отчиталось об успешной перепрошивке энергонезависимой флеш-памяти «Оппортьюнити». По результатам её сканирования инженеры пришли к выводу, что проблемы были вызваны неисправностью одного из семи банков флеш-памяти. После было проведено обновление программного обеспечения, которое позволило роверу обойти повреждённый банк флеш-памяти и нормально использовать остальные.

### 2016
В 2016 году аппарат продолжал двигаться по краю кратера Индевор, преодолевая в день 10—20 метров, в поисках выхода глинистых минералов.

### 2017

#### Исследование долины Персиверса
В мае 2017 года у марсохода появилась новая цель — исследовать происхождение древней долины на склоне кратера Индевор. Есть несколько гипотез происхождения долины: река, грязь, эрозия и т. д. Эта часть миссии началась со съёмки местности и составления точнейших карт близлежащего маршрута в целях безопасности миссии, ведь если марсоход скатится вниз по склону, то вернуться на исследуемое плато будет проблематично. «Стереоизображение с длинной базой будет использоваться для создания цифровой карты высот, которая поможет команде тщательно оценить возможные маршруты движения по долине до начала спуска», — сказал менеджер проекта Opportunity Джон Каллас (John Callas), представляющий лабораторию реактивного движения.

### 2018
В июне 2018 года «Оппортьюнити» столкнулся с песчаной бурей планетарного масштаба, размер которой приблизительно соответствует размерам Североамериканского континента. В 2007 году «Оппортьюнити» довелось пережить пылевой шторм, продолжавшийся две недели, тогда коэффициент непрозрачности атмосферы (τ = −ln(I/I0), где I0 — внеатмосферный поток света, I — поток света на поверхности Марса) составлял в максимуме 5,5, сейчас же 10,8 — значительно хуже. В таких суровых условиях выработка энергии оценивается всего в 21 Вт·час/сол — самый низкий уровень вырабатываемой энергии за историю миссии. До этого момента он составлял 128 Вт·час/сол во время пылевого шторма 2007 года. Последний сеанс связи с марсоходом состоялся 10 июня 2018 года (5111-й сол).
Так как пылевая буря препятствует поступлению солнечного света к солнечным батареям «Оппортьюнити», из-за нехватки энергии марсоход автоматически перешёл в режим глубокого энергосбережения. Питание подавалось только на обогреватели и на внутренние часы. В данном режиме марсоход должен был периодически просыпаться для проверки уровня вырабатываемой электроэнергии, и если он недостаточен, то снова уходить в режим сна. Основную опасность в сложившейся ситуации представляла низкая окружающая температура и нехватка электроэнергии для обогрева жизненно важных систем — электронной начинки марсохода, и особенно двух литий-ионных аккумуляторов. Было рассчитано, что температура внутри не должна была опуститься ниже критических. По последним данным она составляла −29 °C. Считается, что именно воздействие низких температур вывело из строя его близнеца — марсоход «Спирит». Однако, несмотря на ряд благоприятных факторов (относительно нехолодная пора года (не марсианская зима), близость Марса к перигелию орбиты, нахождение марсохода вблизи экватора планеты, а также сама пылевая буря — пыль в воздухе препятствует резким перепадам температур, выступая в качестве теплоизолятора), это суровое испытание марсоход пережить не смог. После окончания пылевой бури «Оппортьюнити» на связь так и не вышел, а многочисленные попытки с ним связаться успехом не увенчались. Основной причиной явилась деградация литий-ионных аккумуляторов, глубокий разряд с переохлаждением вывел их из строя.

### 2019: завершение миссии
8 января 2019 года рядом с марсоходом прошла пылевая буря.
13 февраля 2019 года НАСА официально объявило о завершении миссии марсохода — после девяти месяцев попыток восстановить связь с марсоходом учёные прекратили попытки: 12 февраля НАСА отправило последнюю команду аппарату, но снова не получило ответ.
На планете аппарат проработал 15 лет.

## В культуре
После публикации НАСА заявления о завершении миссии «Оппортьюнити» в феврале 2019 года, по сети разошлись так называемые «последние слова» марсохода: «My battery is low and it’s getting dark», что в переводе означает «Заряд моих батарей на исходе, тьма сгущается». Естественно, «Оппортьюнити» не мог сказать нечто подобного, а обнародовал эти «предсмертные слова» Джакоб Марголис (Jacob Margolis) — научный репортёр американского издания ABC 7 Chicago. Однако фраза соответствует последним переданным данным от марсохода — прозрачность атмосферы снижается (постепенно становится темнее), из-за чего уровень вырабатываемой энергии падает и в конечном итоге становится недостаточным для питания аккумуляторов, заряд которых неумолимо снижается.

## Технические неполадки
Долгое пребывание на Марсе не прошло бесследно для «Оппортьюнити», миссия которого изначально планировалась на 90 дней. За 14 лет работы появлялся целый ряд технических неисправностей:
- проблемы с манипулятором;
- В 2007 году у «Оппортьюнити» появились неполадки в работе правого переднего колеса (скачки напряжения) — аналогичная неполадка вывела из строя правое переднее колесо «Спирита». Инженеры дали передохнуть колесу, когда ровер долгое время изучал горное обнажение. В декабре 2013 года эти неполадки вновь повторились. Команда предпринимала активные меры по устранению этой неисправности;
- Инфракрасный тепловой эмиссионный спектрометр Mini-TES отключён с 2007 года, когда его зеркало забила пылевая буря, в связи с чем он не может принимать изображения.
- Миниатюрный Мёссбауэровский спектрометр MIMOS II, который позволяет определять соединения железа в породах практически исчерпал ресурс за 11 лет работы и был отключён[когда?]. Применяемый в нём кобальт-57 имеет период полураспада 271,8 дней.
- Спустя несколько лет пребывания на Марсе у «Оппортьюнити» появились проблемы с его инструментом истирания камней, при помощи которого он делает небольшие углубления в породе. Тестирование показало, что датчики наведения бура на породу работают некорректно, но инженеры, перепрограммировав программное обеспечение, решили данную проблему;
- Вышел из строя один обогреватель.
- 22 апреля 2013 года «Оппортьюнити» самовольно переключился в состояние, которое можно охарактеризовать как «режим ожидания»[140] Операторы на Земле узнали об этом 27 апреля 2013 года[140]. Первичное тестирование позволило установить, что «Оппортьюнити» почувствовал что-то неладное в своих системах 22 апреля, во время измерения прозрачности атмосферы Марса, и переключился в режим ожидания[140]. Инженеры подозревают, что марсоход решил перезагрузить свой бортовой компьютер в то время, когда его камеры делали снимки Солнца[140]. 1 мая 2013 года, по команде с Земли, «Оппортьюнити» успешно вышел из «режима ожидания» и возобновил свою научную деятельность.
- В декабре 2014 года NASA сообщили о проблемах с энергонезависимой флеш-памятью, которую «Оппортьюнити» использует, например, для хранения телеметрической информации. Переформатирование файловой системы не помогло. После этого было решено временно использовать для хранения данных оперативную энергозависимую память, что позволило возобновить работу ровера. Впоследствии инженеры NASA отключили неисправный фрагмент флеш-памяти, чтобы оставшуюся часть можно было использовать по назначению[141].

## Научные результаты
«Оппортьюнити» предоставил убедительные доказательства в поддержку главной цели его научной миссии: поиск и исследование камней и грунтов, которые могут содержать данные о прошлой деятельности воды на Марсе. В дополнение к проверке «водной гипотезы», «Оппортьюнити» совершил различные астрономические наблюдения, а также с его помощью были уточнены параметры атмосферы Марса.
7 июня 2013 года на специальной конференции, посвящённой десятой годовщине запуска «Оппортьюнити», руководитель научной программы марсохода «Оппортьюнити» Стив Сквайерз заявил, что в древние времена на Марсе была вода, пригодная для живых организмов. Открытие было сделано при изучении камня, получившего название «Эсперанс-6» (Esperance 6). Результаты чётко свидетельствуют о том, что несколько миллиардов лет назад этот камень находился в потоке воды. Причём эта вода была пресной и пригодной для существования в ней живых организмов. Все предыдущие свидетельства существования воды на Марсе сводились к тому, что на планете существовала жидкость, более напоминающая серную кислоту. «Оппортьюнити» же нашёл именно пресную воду.

## Награды
За неоценимый вклад «Оппортьюнити» в изучение Марса, в его честь был назван астероид (39382) Оппортьюнити (Opportunity). Название предложила Ингрид ван Хаутен-Груневельд, которая вместе с Корнелисом Йоханнесом ван Хаутеном и Томом Герелсом обнаружили этот астероид 24 сентября 1960 года.
Посадочную платформу «Оппортьюнити» назвали «Мемориальная Станция Челленджера».

## Галерея

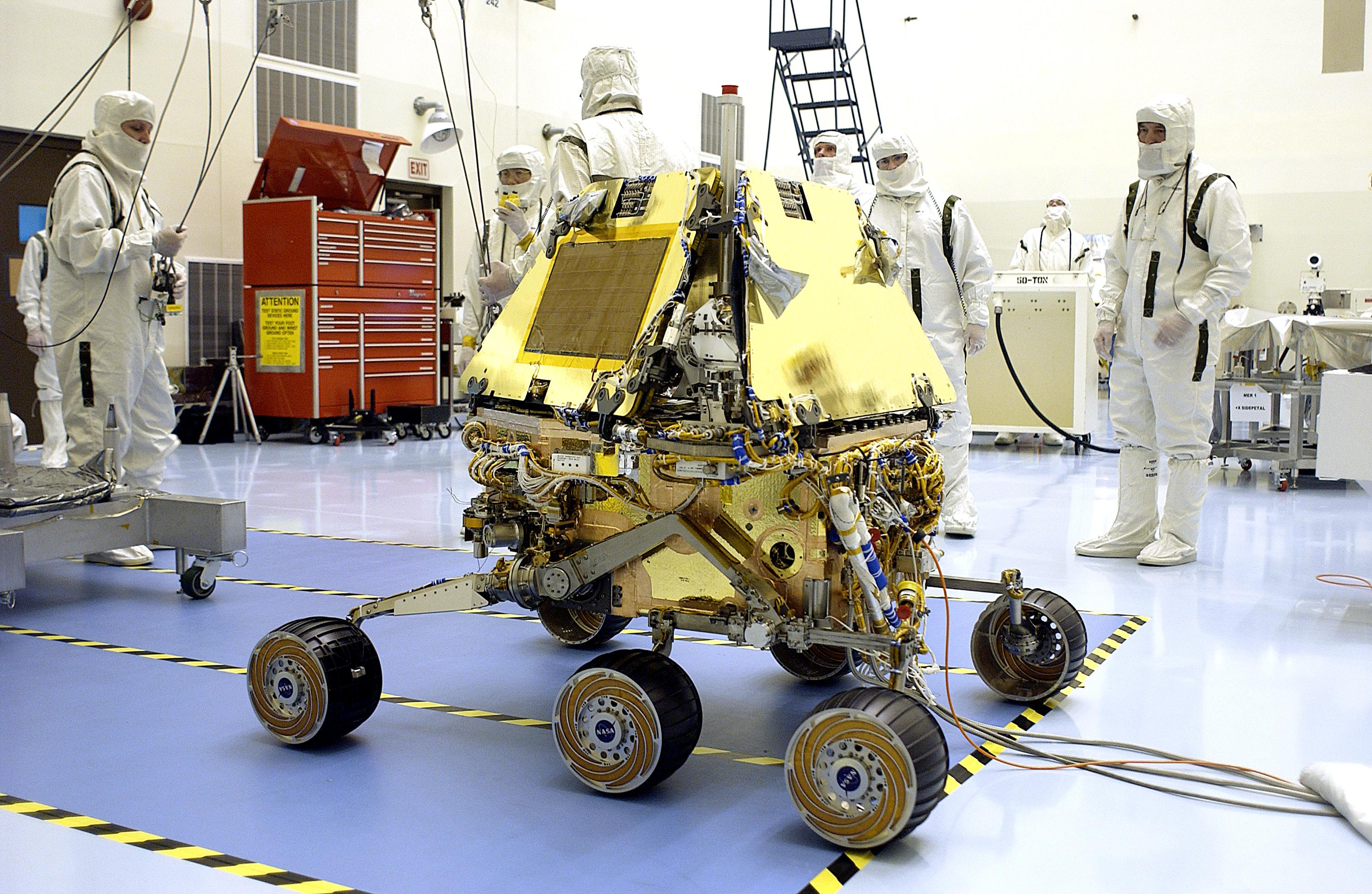
Тестирование марсохода «Оппортьюнити» на Земле
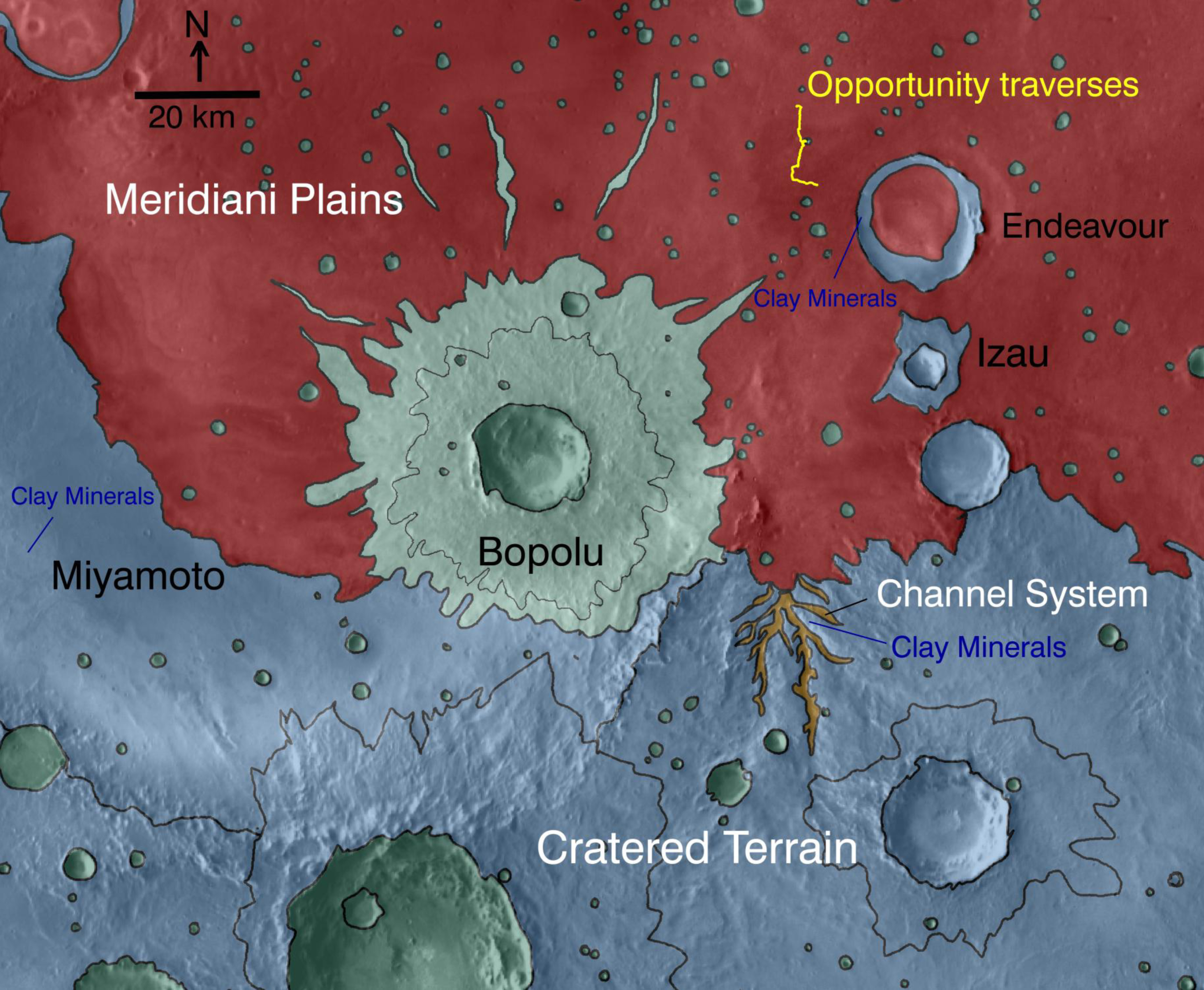
Цветная карта области, в которой работал «Оппортьюнити»
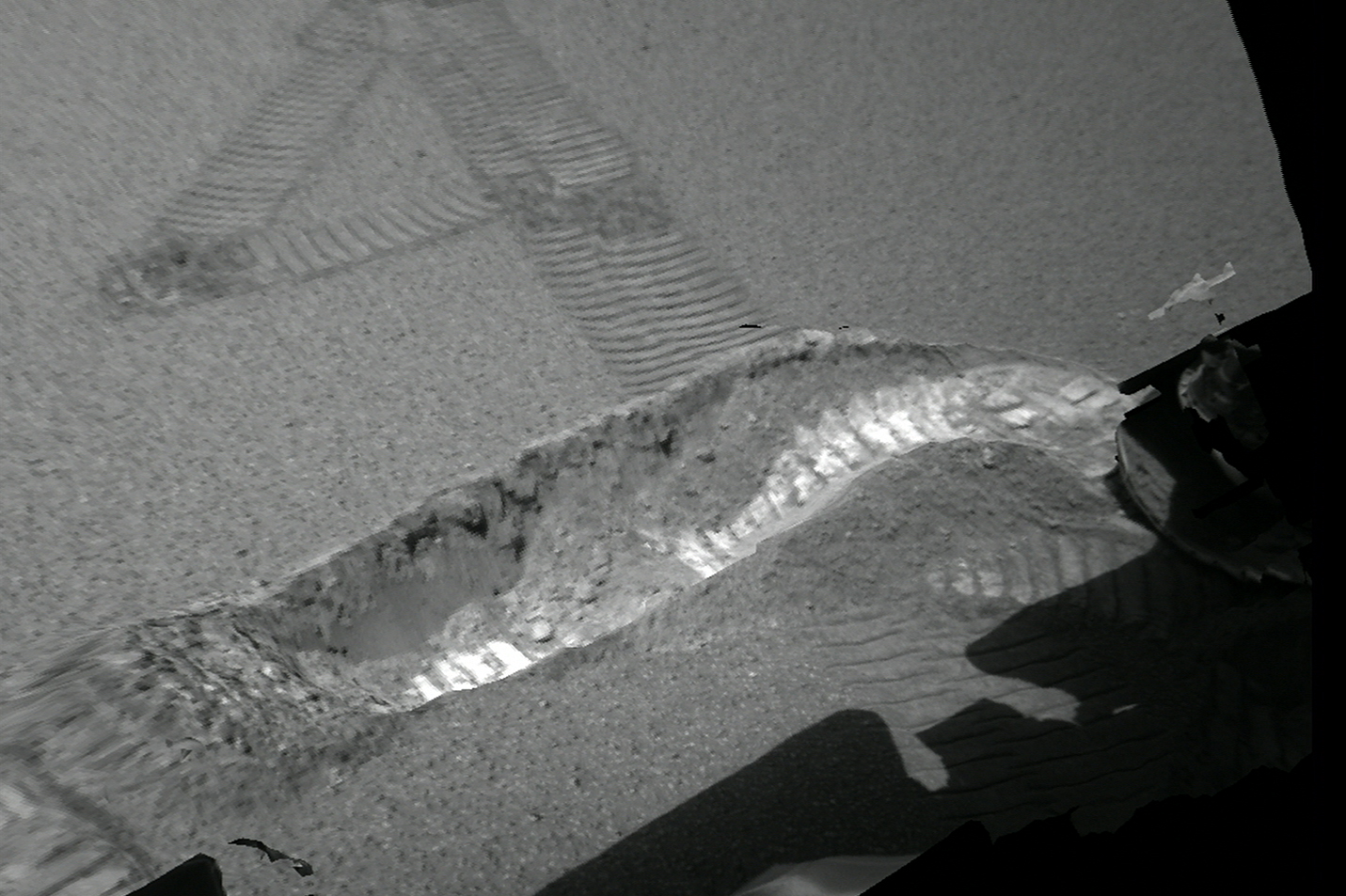
Траншея, вырытая колесом «Оппортьюнити»
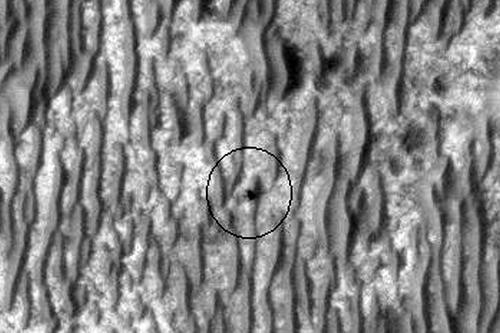
Фото «Оппортьюнити» с орбиты Марса, сделанное с помощью камеры HiRISE (29 января 2009 года)
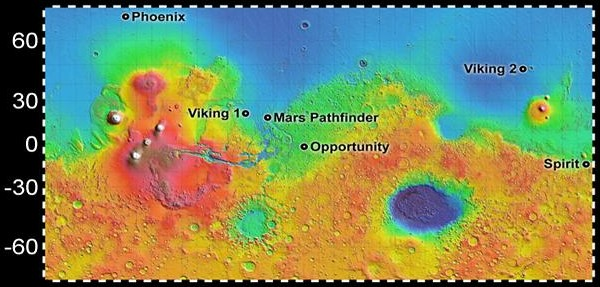
Место посадки на Марсе среди других аппаратов («Оппортьюнити» — в центре)
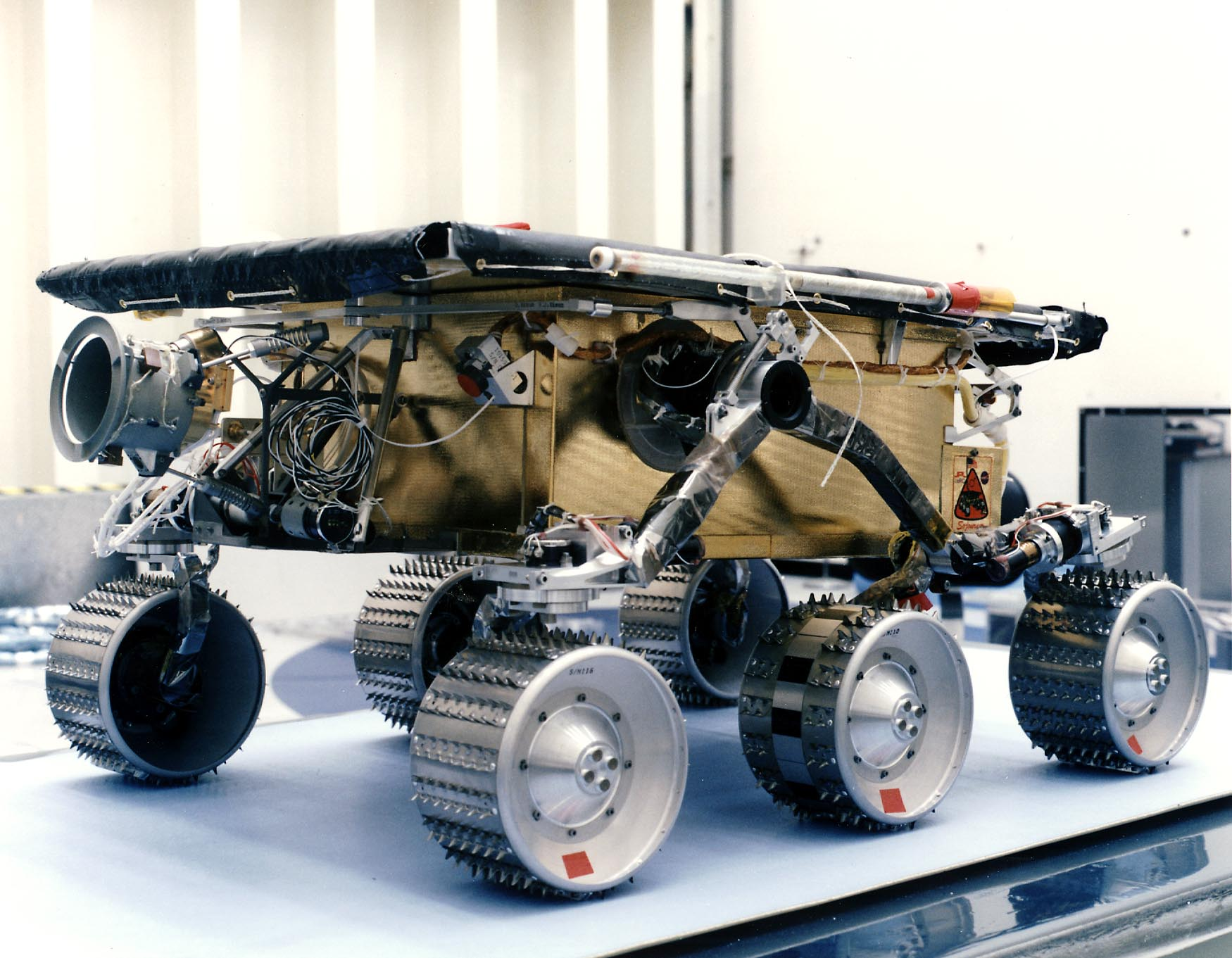
«Соджорнер» — первый успешный марсоход, работавший в 1997 году
Марсоход «Спирит» — близнец «Оппортьюнити»
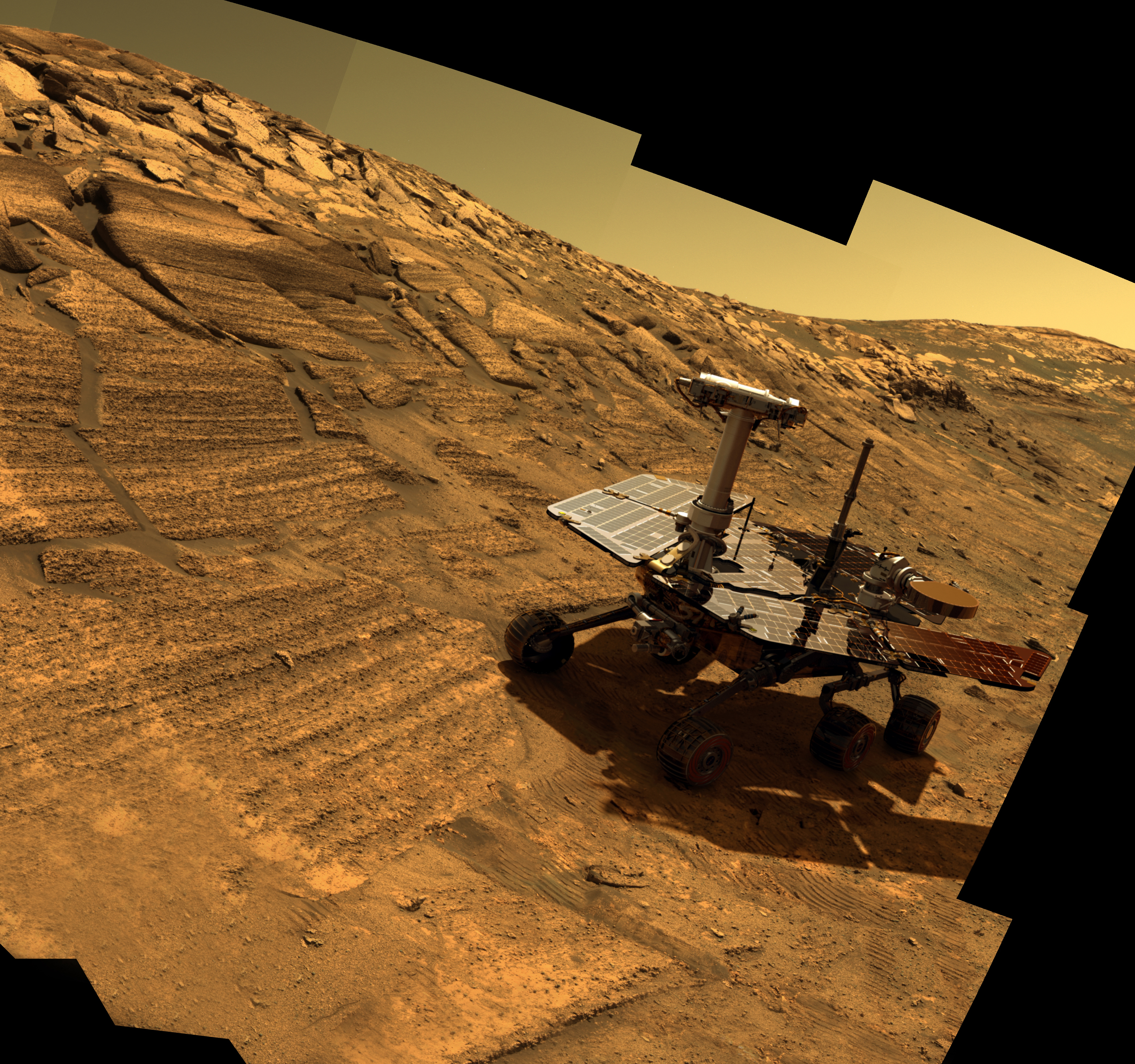
«Оппортьюнити» на Марсе в представлении художника
«Кьюриосити» — марсоход нового поколения
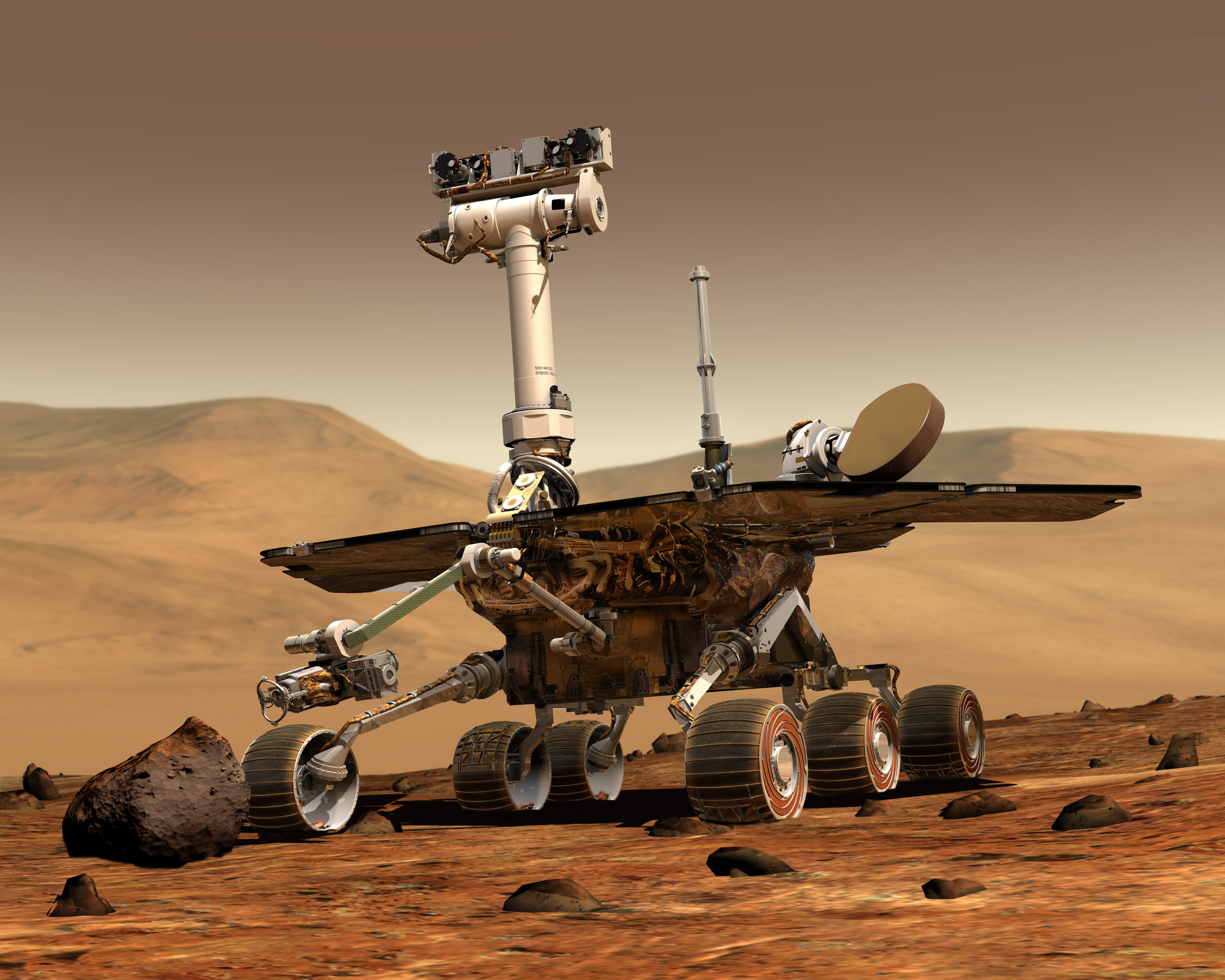
«Спирит» или «Оппортьюнити» на Марсе в представлении художника
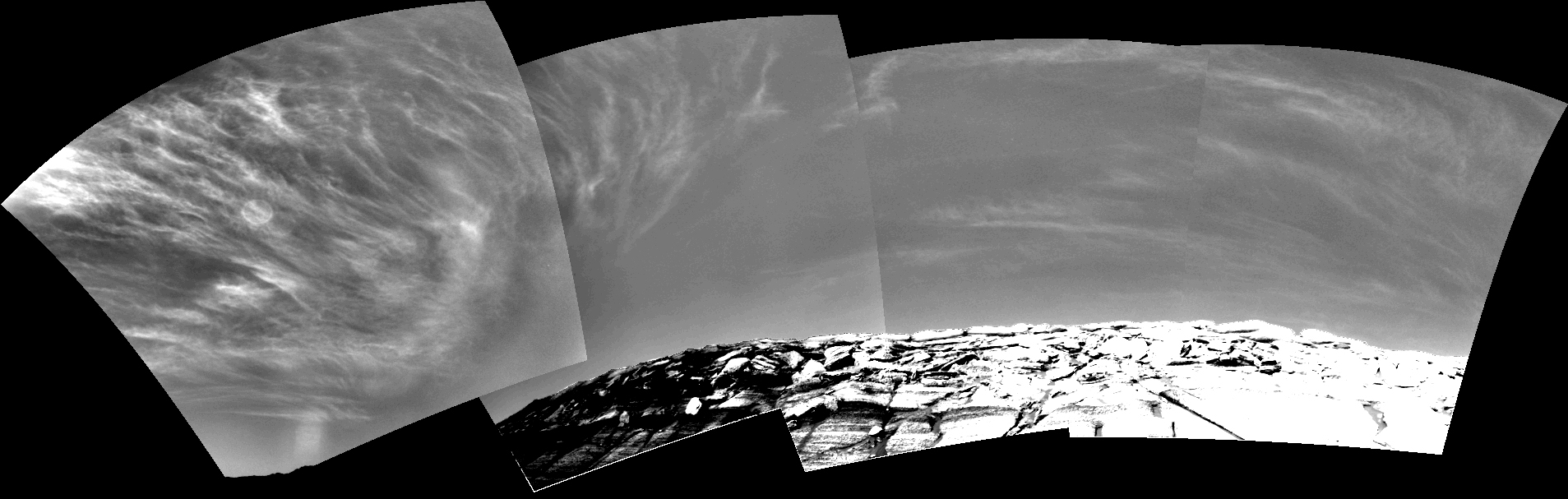
Тонкие облака на марсианском небе